# 善の研究

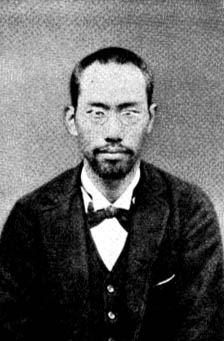
1903年（明治36年）の西田幾多郎

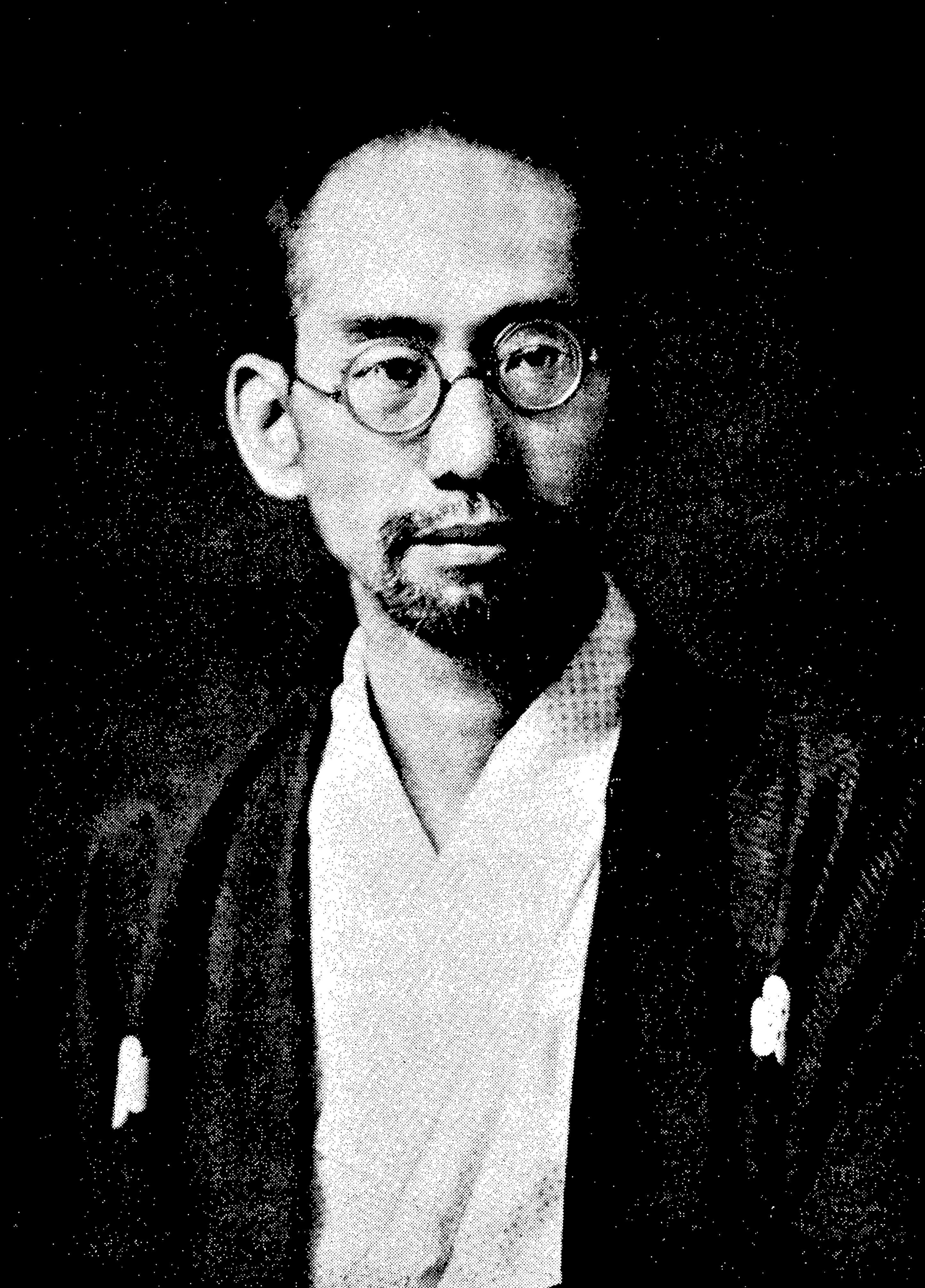
1916年（大正5年）頃の西田幾多郎

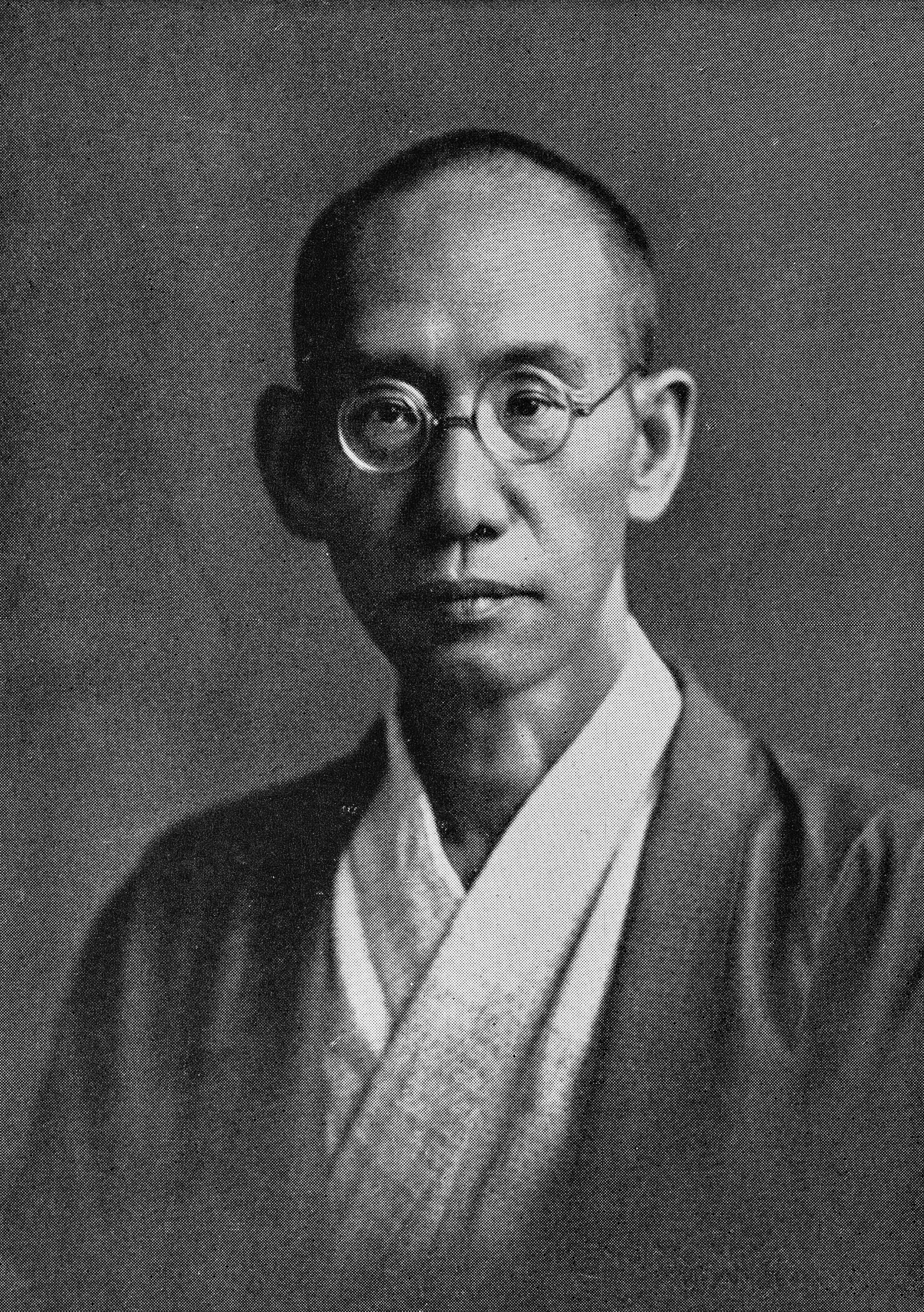
1930年（昭和5年）の西田幾多郎

『善の研究』（ぜんのけんきゅう）は、日本の思想家である西田幾多郎が41歳の時に著した作品。1911年（明治44年）2月6日に弘道館より出版された。明治初期に日本にヨーロッパの哲学が伝えられて以来始めて日本で生まれた日本独自の体系的な哲学思想である。

## 概要
当初は『純粋経験と實在』という題名のもとに構想されていたが、出版社の弘道館が反対したため、この名に改題された
出版当初はあまり反響がなかったが、大正・昭和を通じて、哲学を学ぶものだけでなく一般の読者層にも読まれる広く普及した哲学書であった。
1896年に母校である第四高等学校の講師となり、心労を克服するために参禅体験を積む。善体験による人格の統一を通じて思想を統一することが最善の道と考えるようになった。『善の研究』は西田の最初期の作品で、何度かの転換点を越え、『場所の論理』の発表の頃より呼称されるようになった『西田哲学』
につながっていく基礎となった作品である。

## 成立過程
『善の研究』の成立には、西田幾多郎の教職歴と教え子たちの協力が深く関わっている。とくに第四高等学校時代の活動が大きな影響を与えている。
西田は『善の研究』の初版の「序」で以下のように述べている。
西田は1894年 ( 明治27年 ) に（東京）帝国大学を卒業した。石川県尋常中学校七尾分校の教諭を経て、1897年 ( 明治30年 ) 4月に第四高等学校の講師の職についている。その後、1909年 ( 明治42年 ) に学習院大学の教授に任ぜられている。次いで、1910年 ( 明治43年 ) 8月に学習院大学から京都帝国大学へ移った。この移動は友人で同郷の松本文三郎と、第四高等学校同窓生の山本良吉の尽力があったと言われている。この頃から西田は著作の出版を考えていたと思われる。しかし、無名だった西田には、出版を依頼できる心当たりの出版社がなかった。このため、第四高等学校時代の教え子であり、弘道館と強いつながりのあった紀平正美に出版の世話を依頼している。
『善の研究』「第二編　實在」と「第三編　善」のもととなったのは、第四高等学校時代に西田の講義を受講した学生らが、試験対策のために印刷した『實在論』と『倫理学』である。西田の講義が難解であったためにクラスの代表が西田に講義の草稿を借りに行っている。この２冊を合本したものが、西田の幻の書と呼ばれた『西田氏實在論及倫理学』である。2022年4月に金沢大学附属図書館の蔵書から発見されている。西田が京都帝国大学の助教授として赴任した翌年に『善の研究』が出版されているが、その原稿は見つかっていない。『善の研究』は第四高等学校時代の授業の内容や、当時執筆した論文をまとめたものである。
西田が『序』のなかで「病と種々の事情」と記しているのは1907年 ( 明治40年 ) 1月に肋膜炎を患ったことと、同年1月に次女の釉子、6月に五女の愛子を相次いで亡くしたことを指している。
西田は禅を精神統一のための最良の手段と考えており、『善の研究』は西田の見性体験で会得したものを哲学的に表現しようとしたものであった。西田自身が『序』の中で述べているように「第一編　純粋経験」は西田の思想の根底にある純粋経験の性質を明らかにしたものであり、「第二編　實在」は西田自身の哲学的思想を述べたもので『善の研究』の骨子になるものである。「第三編　善」は實在の考えを基礎として禅を論じているが、西田自らが第三篇を独立した倫理学書と考えても差し支えがないと述べている。「第四編　宗教」について西田は宗教が哲学の終着点であるという西田の思想について語ったものだと述べている。

## 構成
『善の研究』は、「純粋経験」、「實在」、「善」、「宗教」の四つの編で構成されている。第一編の「純粋経験」においては、「純粋経験」という概念が西田の思想の根底にあり、「純粋経験」が何であるかが論じられている。しかし、なぜ「純粋経験」が問題になるのかと言うことが説明されないままに、いきなり「純粋経験」とは何かを論じているため、唐突な印象を受ける。
これは「純粋経験」が第二編の「實在」よりも後に書かれたことに起因している。第二編の「實在」の第一章には「考究の出発点」があり、実際の『善の研究』は第二編が書き始めであると考えるのが妥当である。
第一編と第二編を肉付ける部分として、道徳について論じた第三篇の「善」と宗教について論じた第四篇「宗教」が書かれている。西田は基本的な思想として理論的な側面と実践的な側面は強く結びついていると考えているため、このような構成になったと考えられる。
|  | 第一編 | 純粋經驗 |  | 第三編 | 善 |

|  | 第一章 | 純粋經驗 |  | 第一章 | 行爲 上 |

|  | 第二章 | 思惟 |  | 第二章 | 行爲 下 |

|  | 第三章 | 意志 |  | 第三章 | 意志の自由 |

|  | 第四章 | 知的直觀 |  | 第四章 | 價値的研究 |

|  | 第二編 | 實在 |  | 第五章 | 倫理學の諸說 其一 |

|  | 第一章 | 考究の出立点 |  | 第六章 | 倫理學の諸說 其二 |

|  | 第二章 | 意識現象が唯一の実在である |  | 第七章 | 倫理學の諸說 其三 |

|  | 第三章 | 實在の眞景 |  | 第八章 | 倫理學の諸說 其四 |

|  | 第四章 | 眞實在は常に同一の形式を有つて居る |  | 第九章 | 善(活動說) |

|  | 第五章 | 眞實在の根本的方式 |  | 第十章 | 人格的善 |

|  | 第六章 | 唯一實在 |  | 第十一章 | 善行爲の動機(善の形式) |

|  | 第七章 | 實在の分化發展 |  | 第十二章 | 善行爲の目的(善の内容) |

|  | 第八章 | 自然 |  | 第十三章 | 完全なる善行 |

|  | 第九章 | 精神 |  | 第四編 | 宗敎 |

|  | 第十章 | 實在としての神 |  | 第一章 | 宗敎的要求 |

|  |  |  |  | 第二章 | 宗敎的の本質 |

|  |  |  |  | 第三章 | 神 |

|  |  |  |  | 第四章 | 神と世界 |

|  |  |  |  | 第五章 | 知と愛 |

## 第一編 純粋経験

### 第一章 純粋経験

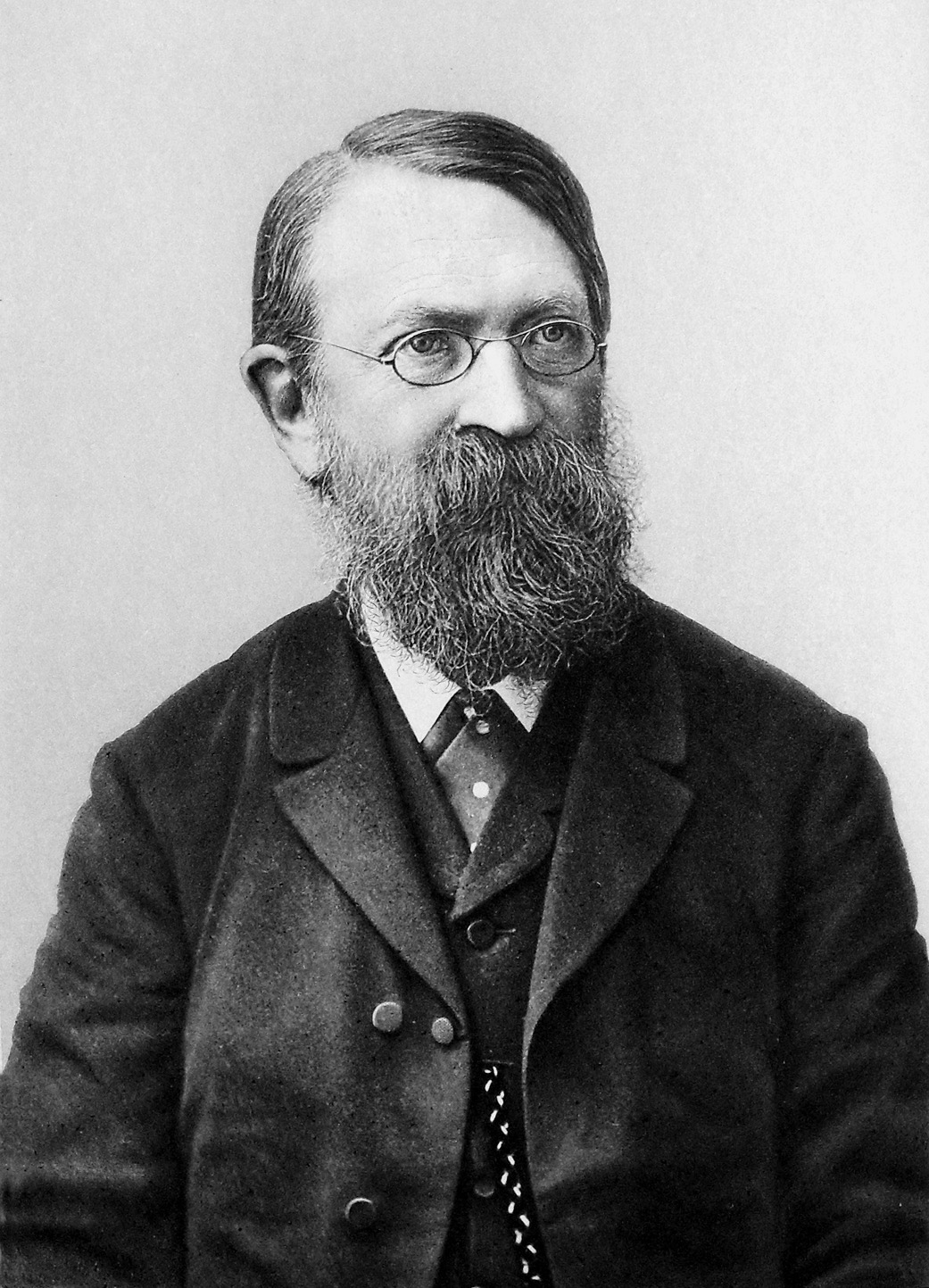
マッハ

純粋経験は前期の西田哲学の中心概念である。西田はアメリカの哲学者ジェームズやオーストリアの哲学者マッハの影響を受けながら純粋経験を唯一の実在と見なし、純粋経験とはピュシスに到達することだと考えた。
西田の考える純粋経験とは静止的直観ではなく発展的活動である。純粋経験における発展とは純粋経験そのものと別の何かではなくて純粋経験とは発展活動そのものである。よって、純粋経験の発展を外から見ることは不可能であると主張している。
純粋経験における統一と対立の問題についても、統一と対立は相対するものではなく統一は対立を止揚したものと西田は捉えている。分裂と統一はひとつであり、分裂するということは統一の拡大であると解釈している。事実について西田は「事実そのままの現在意識」と表現し、現在意識もしくは純粋経験は事実とは等置概念としている。また、意味について『善の研究』の中では事実と意味を分別していたが純粋経験のなかでは一つに結びつけて考えている。
純粋経験は、さらに進んで「物質と精神」「客観と主観」とを包括する真実在として、自らのうちに区別を明らかにし統一する活動として捉えるべきであると考え「自覚」について考察を進めることになる。

### 第二章 思惟

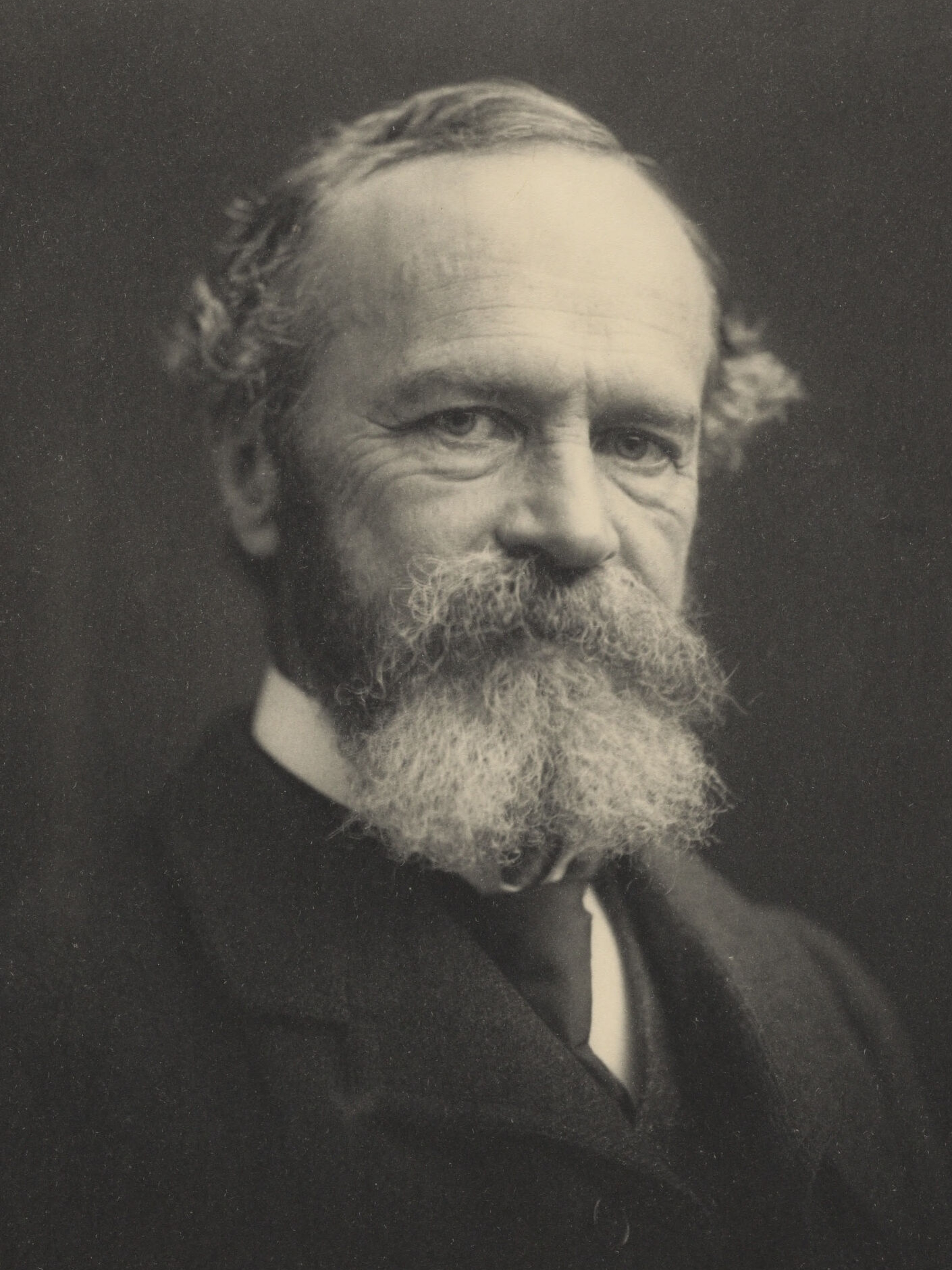
ジェームズ

思惟とは、直観的に心に思い浮かべられる外的対象像のあいだの関係を決定しこれを統一する作用のことを指す。判断は思惟の代表的な事柄である。つまり「人が歩く」という判断は「歩く人」という一つの表象を分析することによって生まれる。判断の背後には純粋経験が存在する。
従来は思惟と純粋経験は別の精神作用であると考えられていたが、ジェームズの主張するように「関係の意識を経験の中に入れる」ように考えると思惟も純粋経験の一種ということが可能となる。知覚と思惟の要素である心像は、外界からの末梢神経への刺激と脳の刺激に基づくと区別可能で、体内においても知覚と心像を混同することはないが、夢の中においては心像と知覚を混同するようなこともあり厳密には区分することが困難な場合もある。
一般に知覚による経験は受動的で、その作用の全てが無意識であるのに対して、思惟は能動的であると考えられている。しかし、ある問題を解明しようとして思惟に没頭している時の思惟の活動は無意識の中で行われており、思惟の活動を意識するのは何らかの雑念が入ったときである。このことから思惟は一概に能動的なものでは無いと西田は論じている。
また、知覚的経験は外界の制限を受けるが思惟の働きは自由である、知覚的経験は外部から突き動かされるが思惟は内部から突き動かさえる、知覚による経験は具体的な事実についての経験であるが思惟は抽象的関係の意識であると言った、知覚的経験と思惟の差異について西田は程度の際はあっても両者には性質的な違いはないと論じている。思惟するという事の本質は真偽を明らかにすることにあるが、すべての意識現象は純粋経験であり真偽の区別は無い。同様にすべての意識体系も体系全体を見た場合真偽の区別は存在しない。真偽の区別は意識現象と意識体系との関係、つまり、意識現象が意識現象より大きな意識体系の中に包摂された時に真となると論じている。この章の結論として、思惟作用と知覚的経験は異なった性質の精神作用ではなく、程度の違いに過ぎないと述べている。

### 第三章 意志
この章では精神の基本的な働きであるところの意志について述べられている。西田は意思と知識の働きの違いについていくつかの観点から考察している。
1. 「必然的・偶然的」
2. 「主観的・客観的」
3. 起成原因（causa efficiens ラテン語）に関して、「内的・外的」
4. 「自由・必然」

といった観点から比較考察を行っている。そして、両者の差異は相対的なものであることを強調している。一方で、西田は「知」「情」「意」の働きに本質的な違いは無いものの「知」よりも「情」「意」がより根源的であることは強調している。純粋経験には根柢に統一力が存在すると考えられており、現実の世界とその世界に既に存在するもの、これから生じるものは統一力の分化や発展の姿であると考えられるため、必然的に意志的なものが根本的なものになると論じている。
意志とは端的に表現すると「一つの心像から他の心像へ注意が移行する」ことを指す。注意という状態は意志に限定されるものでは無く、意志における注意は運動表象（イメージ）体系における注意の状態である。ある対象を知識の対象としてイメージする事と、意志の目的としてイメージする事では明確な違いがあるようにも見えるが、イメージ（表象）が属している意識体系の違いに過ぎないともいえる。同じコップ一杯の水をイメージする場合において、外部の対象と結びつける場合は知識的対象となるが、自分の欲求と結びつけた場合は意志の目的となる。
次に運動表象と知識表象の体系の違いについても検討している。生物は元来生命保存の法則に従って本能で活動している。このため意識は本能活動に即して発展していくため基本は衝動的な性質を持つ。しかし、生物は経験を重ねることで色々な連想を積み「知覚中枢」を中心とする知識的意識体系と「運動中枢」を中心とする意志的意識体系に分化発展していく。分化発展していった二つの意識体系は根源が同じなので、常に二つの体系は結びついていると論じている。具体的表象には知識と意志という性格がある。換言すると知識と意志は同一現象を異なった2つの方向から見ることによって区別したものに過ぎないと述べている。西田によれば純粋経験における事実の中では意識と知識には区別がなく、二つは自己の内部で意識が体系的に統一されていく過程であると主張するとともに、現実において意識体系が発展する状態を意志の作用と呼んでいる。

### 第四章 知的直觀
西田は「知的直觀」は最も理想的な純粋経験の事であると定義しており、純粋経験の中でも理想的な段階で超意識的で直覚的な純粋経験の段階を指すと論じている。「主客合一」、「知意融合」、「物我相忘（物が私を動かすわけでなく、私が物を動かすわけでもない）」といった言葉でも表現しているように知的直觀は精神的哲学的な性格が強い。一方では知的直觀は通常の知覚との差異は絶対的なものではないとも論じている。一般に知覚も知的直觀もその作用の原因は外界にあると考えられているため受動的であると捉えられるが、すべての意識現象は能動的であり整理されており統一されている。知的直觀は意識現象の最も深い知覚作用である以上、能動的で構成的で統一的であると定義している知的直觀という言葉のイメージから主観的な作用が想像されるが、知的直觀とは主観的な自己が全く消滅し主客合一した状態であるので、イメージとは逆に非主観的な作用である。
西田は、思惟の根本には知的直觀があり思惟は体系的であり体系の奥底には統一された知的直觀が必要となる。論理学の原理や幾何学の公理でも明らかなように原理や公理の奥底には知的直觀が働いていると論じている。同様に、意志の根本にも知的直觀は存在する。我々が理想を実現しようという意志を持つことは、理想（主観）が現実（客観）となった主客合一の状態を知的直觀することを指すと論じている。このように思惟と意志の奥底には共通して知的直觀が存在し統一力があるとも論じている。思惟と意志と知的直觀は別々のものでは無いと結論付けている。

## 第二編 實在

### 第一章 考究の出発点
第一章は「考究の出発点」から始まる。本来であれば『善の研究』は第二編が第一編となるのが妥当である。
西田は人間の知識的要求と実践的要求は深く連関しており切り離して考えられないこと、実践的な問題を論じる前に知識的な問題を論じる必要があると述べている。手段としてはイギリス経験主義の元祖のベーコンのように経験を知識の根本におき、大陸合理主義の元祖のデカルトのように「疑うにも疑うことができない」直接の知識や直感的事実から出発する必要があると論じている。
西田は思惟と経験は全く別個の作用ではないと考えており、直接経験の事実は真理の指標にはならず真理の指標は思惟にあるという考えに反対している。

### 第二章 意識現象が唯一の実在である

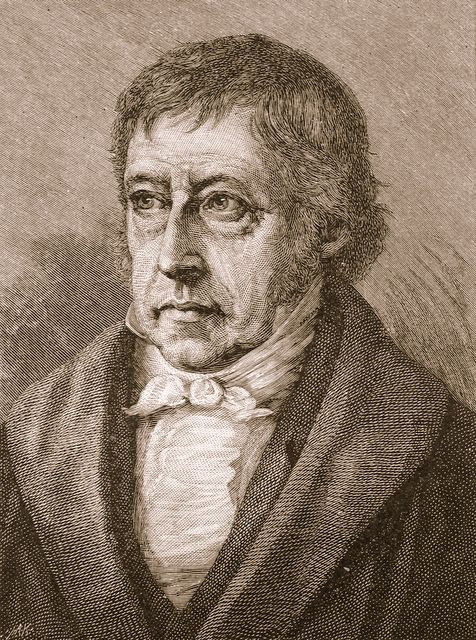
ヘーゲル肖像画

我々は意識の外に独立した物の存在を想定し、意識の本体として精神や心の存在を想定しているが、西田によると物や精神や心の存在は直接経験によって得た事実を体系的に組み立てた仮想的なものであると論じている。
一般的に物と呼ばれているものは意識現象として各々の人に共通かつ不変的な関係を持つものを、抽象化し抽象化したものに名前をつけた名前にすぎないとしている。また精神や心というものは、意識はつねに統一されており破綻がないという思考から、色々な意識作用の普遍として仮定された存在に過ぎないとも論じている。仮想的なものや仮定された存在は、元来事物の存在や生成には原因が必要であるという因果律によって考察されたものであり、西田はヒュームの因果律の否定論を援用して論じている。
また西田は自分の純粋経験の思想がバークリーの「在るとは知覚されていることである」（ラテン語: Esse percipi est、英語: To be is to be perceived ）のような思想や、フィヒテの「事行」に近似していることを明言している。
このことは「純粋経験」が主客未分の統一状態と規定されているため、純粋経験論は唯物論でも唯心論でも無くこれらの二元論を超えた立場であると主張されつつも、多分に唯心論的な傾向を持っていることを表している。
また西田は、意識現象の体系的発展をヘーゲルの「無限者」の観念と関連付けて論じている。
ここでいう無限者とは有限なものに内在し有限なものの運動を通して自己自身を展開していく無限のことであり、ヘーゲルは世界は絶対者によって（絶対的精神）自分を弁証法的に発展展開していくプロセスであると考察される。
また、西田の純粋経験説では意識現象はそれを支える根源的統一力（言い換えると普遍的意識）が分裂したり統一したりしながら自己を体系的に展開していくとしている。ヘーゲルと同様に西田においても個は普遍と対立するものではないと考えている。
これは、純粋経験説は経験論と関連するとともにヘーゲルの「具体的普遍」の考えとも関連していることを示しておりジェームスの思想とヘーゲルの思想の結合を西田は目指したといえる。

### 第三章 實在の眞景
西田は、あらゆる意識の現象は能動的で、一定のルールに従い幾つかの要素が組み合わさっている状態であると論じている。純粋感覚というものは完全に受動的であるように思われているが、元来純粋感覚といったものは存在せず、純粋感覚を含むすべての感覚は知覚的な要素が含まれているため簡単な感覚であっても能動的で整理された状態にあると西田は論じている。
純粋経験では事実が一つだけ存在し、主観（見る側）も客観（見られる側）といった区分は存在しない。精神と物体という二種類の実在を考えることは誤りであると論じている。美しいピアノの演奏に魅了され、すべてを忘れて演奏を聴いている瞬間が「純粋経験」であり、その瞬間には聴く「私」と聞かれる「ピアノ」の音の間に分離はない。ピアノの響きを空気の振動として説明しようとするような思いが湧き上がった時点で純粋経験は無くなると論じている。
この章では「純粋経験」の感情的を強く主張しており、物理学や天文学のような科学における視点を抽象的な視点であると批判している。自然科学における観察とは本来的には生存競争を生き残るための手段であり、感情的なものからかけ離れたものではないと論じている。

### 第四章 眞實在は常に同一の形式を有つて居る
全ての実在は、まず全体が暗黙（英語: implicit）の内に現れるとともに内容が分化発展する。分化発展が終了した時点において実在が実現されると西田は主張している。出勤のための準備の際、スーツや時計を身につけるというような具体的な内容が分化し発展していき、ネクタイの長さを調整したり靴の紐を適切に結んだりするような一連の作業が完了した時に「出勤のための準備」という全体の行為は完成される。「出勤の準備」をしようと決めた時に「出勤の準備」全体のプロセスが意識の中に潜在的に組み込まれていることが重要である。「出勤の準備」という目的達成のための考えがシステム的に組み立てられた結果として実際の行為が行わえることで「出勤の準備」は完成される。このような構造は意志、思惟、想像のような高い次元の意識現象だけに発生するのではなく知覚や衝動のような単純な意識現象においても同様のことが言えると論じている。
西田は意識現象はすべて同じ形式であるため、次元の高低といった差は無く意識に能動と受動の区別をつけるのも誤りであると主張している。すべての意識現象は同一の方式によって成り立つばかりでなく、いわゆる外界の出来事である自然現象も同一の形式で成立していると論じている。これは自然現象と意識現象に対立するものとしてとらえることが誤っており、自然現象も実在する意識における現象であるため同一の形式で成立していると結論付けている。

### 第五章 眞實在の根本的方式

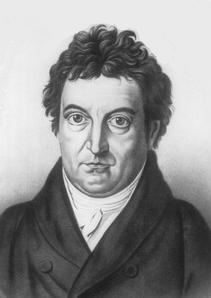
フィヒテの肖像

西田は個々の実在の根柢には統一的或者が存在していると主張し、それは主客未分の純粋経験が唯一の実在とされるが純粋経験の背景は統一的或者が真の実在として考えられており、純粋経験は統一的或者の様々な姿であり根源的な力であると主張している。この時視点は二つあり個物を実在と考える視点と普遍を実在と考える視点である。この二つの視点は併存するだけではなく同一であると論じている。
西田は統一的或者を根源的統一力、潜勢的一者、潜在的或者、潜勢力、或統一者と色々な呼び方をしており用語が一定していないが、考えとしては統一的或者は一つの実体や存在と考えるのではなくて、ある種の活動力もしくは作用と考えており、フィヒテの「事行」の考え方に非常に近い。
また統一的或者は有機体的性格を持つ。有機的性格とは、一匹の犬は頭、胴体、足、尻尾のような種々異なった作用をするそれぞれの部分の統一者であるが、犬は頭、胴体、足、尻尾の単なる集合ではない。犬全体の統一力がなかったら頭、胴体、足、尻尾も無意義である。有機体全体は決してその諸要素に還元されるものではなく、諸要素の結合や全体以上のものであると西田は説明している。
また有機体的性格以外に弁証法的な性格も持つと述べている。弁証法的性質について西田は実在とは絶え間ない活動であるが、活動することにより事物の内部に矛盾や対立が必ず発生する。つまり矛盾や対立のない事物は静止しており死んだものであると主張し、生きるものには全て無限の対立が含まれており対立がある故に統一があると述べている。

### 第六章 唯一實在
まず西田は意識現象の裏側には根源的な統一力が働いており意識現象は相互に関連していると主張している。
また、意識の統一作用は時間によって制約を受けるのではなく意識の統一作用によって時間は成立する。このため純粋経験の範囲は意識が統一されている範囲と一致する。通常の感覚では、昨日の意識と今日の意識には時間が異なるため異なる意識と考えられるが、意識の統一作用によって時間は成立する以上、昨日の意識と今日の意識は直接結びつき同一の意識体系に属していると論じている。また、純粋経験の範囲を個人の人生にまで拡大すると個人の人生は同一の意識体系に属していると考えることが可能となる。また、時間が意識の統一作用によって成立するのと同じように、空間も意識の統一作用によって成立する。このため時間も空間も異なっているはずの自己の意識と他人の意識も同一の意識体系の中にあると考えることが可能であると論じている。
精神現象と自然現象は全く別の現象ではなく世界をまとめる根源的統一力の中の二つの側面に過ぎないと西田は主張する。内なる精神現象と外界の自然現象は二つの側面であり内と外といった観念自体が抽象的なため、昨日の意識と今日の意識は自己の内側から結合されるのに対して、自己の意識と他人の意識は外側から結合されるように見えるので、明確な相違があるとするのは間違っていると結論付けている。また、主観的意識から独立した客観的世界は存在しないとも述べている。

### 第七章 實在の分化發展
西田は「主観と客観」、「能動と所動」、「意識と無意識」、「現象と本体」について意識現象を根本的統一力の見地から、これらの対立する事象についてその違いを分析している。
「主観と客観」は相互に関係するものであり同じ実在の中で対立する二つの側面を指し、主観は実在における統一的な側面であり客観は被統一的な側面であり、主観は実在を統一する者であり物は実在における被統一者であると論じている。また以下のようにも論じている、精神現象が実在の統一的側面で物体現象は精神現象における実在の被統一者であるが、純粋な主観である意識現象の統一者として自己は対象化することは出来ない。なぜならば、対象化が可能であるということは「意識する意識」ではなく「される」意識であり主観ではなく客観となるからである。
西田によると「能動と所動」は「主観と客観」と同様に同一実在中に対立する二つの側面を指し、能動が常に統一者であり所動が被統一者である。
「意識と無意識」については主観的統一作用は常に無意識側であり被統一者は意識の側ということになる。しかしこの主観的統一作用を反省して見た場合には、意識の中に一つの観念として現れることになり、この場合は主観的統一作用は主観的統一作用ではなく統一作用によって統一された対象になる。このため統一作用は常に無意識であろうと論じている。
「現象と本体」について考えると「本体」は「実在の統一力」と言え、「現象」は「実在の統一力」に対して「分化発展せる対立の状態」を指す。しかし、真の自己は実在する統一者であるので物の本体は物自身には存在せず、実在する統一者である真の自己が者の本体であると西田は論じている。換言すると真正なる自己は宇宙の根源的統一力そのものであると西田は述べており西田の唯心論性が顕著に現れている。

### 第八章 自然
西田によると、具体的な実在である自然とは実在から主観的（統一的）側面を捨象して仮定された世界を指す。このため自然には自己という統一者が存在しないため「自然は単に必然的な法則に従って外側から動かされている」と考えられる。自然に対する現代科学の目標は主観的要素を排して様々な現象を客観的に説明することにある。
西田は以下のように述べている。現代の科学においては「客観性」が重視されており、自然現象は物質的な物に対してルールや規定を単純に適用するような作用である事になってしまい、極論的には、動物、植物、生物、物質といった区別が無くなるおそれがある。具体的な実在である動物、植物、生物、物質にはそれぞれに性質や特質が存在し画一的な機械のようなものではないと論じている。「いわゆる自然」と呼ばれるものは根本的な実在を客観的な方向に拡張して抽象化した世界である。「真に具体的実在としての自然」とは外部の自然法則に支配された近代科学で説明される世界ではなく、自己の内部に統一力を保有し、各々の部分と全体とが有機的に作用し合っている自然を指す。
統一力は精神においてだけ発揮されるのではなく、自然においても統一力は作用する。全ての自然現象は自然現象の根本に横たわる根源的な統一力が出現した結果である。根源的な統一力の典型が種々の生物である。
このように西田は自然にも統一力があり自己があると主張しているが、真の自己は精神に至って初めて現れるとも主張しており、汎神論的な傾向があることがわかる。

### 第九章 精神

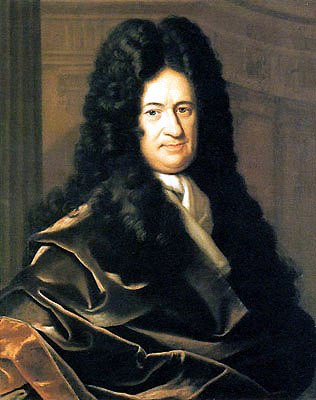
ライプニッツ

西田によると精神とは根本的実在の統一的活動的側面を抽象的に表現したものであり、実在には種々の体系が存在し体系の間には矛盾や衝突が生じる。この矛盾や衝突の結果、統一的側面と非統一的側面への分裂が起こることにより「主観と客観の世界」と「精神界と自然界」が生まれる。このため「主観と客観」も「精神と自然」も独立した存在ではなく相互に依存することが前提となっていると論じている。
精神は実在の統一作用であるという考えを突き詰めていくと、自然や物質にも統一的自己としての精神があることになり、精神が本当の実在であり実在は精神にたどり着いて真の実在となるという考えにいたる。これはライプニッツの「単子論」によく似た考え方である。
西田は、一方で自然の本質は精神であり自然から精神を説明するのは不可能と論じる、また一方で主観的精神を客観的自然に合わせる事の重要性を説いていて矛盾しているように見えるが、これは「自己中心的 ( Egoistic ) な自己を捨てよ」という意味である。
意識現象上の統一状態と矛盾衝突の状態とが快楽や苦痛に関する感情とリンクしており、快楽を感じるのは精神が統一状態にあるときであり、苦痛と感じるのは矛盾衝突の状態と論じている。人が快楽に到達するにはエゴを否定して客観的な自然に自分を適合させることが必要であるとも論じている。

### 第十章 	實在としての神
西田にとっての神とは宇宙の根源的統一力の根柢であると述べており、統一作用や統一者を精神と規定し被統一作用や被統一者が自然であると規定しているという西田の主張に従えば、根源的統一力が唯一実在の根本である以上は統一力は精神的なものと言わざるを得ない。西田の言う神は「宇宙の創造者」でも「宇宙の目的や調和の原因」でも「道徳秩序の維持者」でもない。西田の言う神は「汎神論」的である。つまり、自己の内側より体験的もしくは直感的に捉えた概念であり、外部から情報により知識の対象として捉えた神ではないことを主張している。

## 第三編 善

### 第一章 行為上および 第二章 行為下
西田によると、行為は外から見ると肉体の運動であり、雨が空から降り洪水で橋が流されるといった物体の運動とは異なり、肉体の運動にはある一定の意識を持った目的を持つ運動である。行為は本能による運動とは異なり明確な目的を持って行われる動作運動の事を指すと定義している。意識的な運動は道徳的倫理的行為と呼ぶことができ、無意識な運動である本能とは明確に分けることが出来る。
西田は行為を人間の内面における意識の現象と定義しており、この現象を「意志」として扱っている。意志の形態には段階があり最初期の形態として「衝動」をあげている。衝動に目的という考えが追加されると「欲求」という段階になり、複数の欲求のうちの一つを選択し動作することになった場合は「決意」の段階になるとしている。意志は広い意味では「衝動」「欲求」を含むが、通常は「決意」を指すものとしている。行為の主たる要素は意志であり意志は自己の内面の現象であるため外面の動作の有無は問題ではない。意志があれば既にそれは行為であり、意志なき動作は行為とは呼べないとしている。
西田によると行為の主要な要素である意志は観念が結合する働きがあるので観念を統一する作用があり、それは統覚の作用であると論じている。観念の結合や統一が外部要因によって受動的に行われる事があり、これは「連想」と呼ばれるものであるが意志との違いは内部要因に基づき能動的に行われているか否かによって決定されるとしている。また、王陽明の名を上げて意志や行為の重要性を強調している。

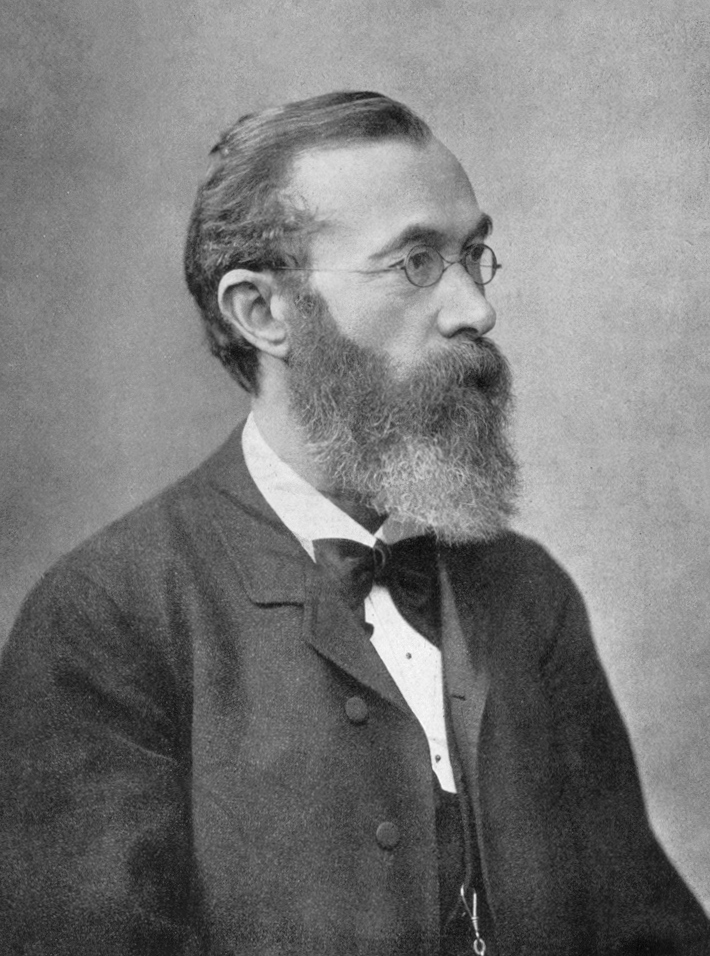
主意主義者のヴント

西田は「意志」と「想像」と「思惟」といった意識現象を比較する。「想像」と「意志」については目的に違いがあり「想像」は「自然の模倣」であり「意志」は「自己実現」であるため両者は本質的に異なったベクトルのように見える。しかし、「想像」においても芸術家がたどり着く「霊感」（インスピレーション）の境地に到達すれば自然の模倣と言うより自己実現と言ったほうが正しいと考えられ、想像と意志を明確に区別することは困難であると結論付けている。同様に西田は「思惟」と「意志」についても比較している。「思惟」の目的は真理を追求することにあり「思惟」は論理的な思考に基づくものであり、自己実現である意志とは異なるように見える。しかし「意志」の動機にまで遡って考察すると、動機にはそれなりの理由があり、その理由は真理の中にあるとともに心理に基づいた知識は必ず意志の実行を伴うことになる。「自分はAが正しい考えだと考えるが、Aを欲していない」という場合は真理を知らないということであると論じている。西田は結論として「想像」「思惟」「意志」は性質的に同じであると論じている一方で、統一作用の観点からは想像と思惟は理想的もしくは可能的な統一であるが、意志は現実的統一であり究極の統一であると述べており、統一という見地からは意志が想像や思惟より上位に区別され主意主義的傾向が強く現れている。
意志は意識的で合目的な観念統一の作用と定義されているが、唯物論的な見方をするとこの作用は我々の身体から生じると考えるしか無い。我々人類も他の動物と同様に有機体であり、有機体の目的は種の保存にあるので有機体の意志も生命の維持と発展ということになる。人類が他の動物と異なるのは、目的を明確に意識している点にある。しかし、唯物論的な見方をすると有機体が持つとされる目的に適応しようとする力は物体の中に存在しているはずである。植物の種の中に発芽から実を結ぶまでのプロセスのような目的適合的な機能が種の内部に存在しているのと同様に、全ての有機体は目的適合的な機能が内部に存在していると考えなければならない。
しかし西田はこの立場に立たない。西田によると物体は意識現象の中で不変的な関係にあるものから、要素や側面や性質をぬきだし把握した結果、その物体につけた名称に過ぎないとしている。それゆえ物体が意識を生じさせることはなく意識が物体を作ると論じている。意志は意識の中で最も深い統一力であるだけでなく、実在の根源的な統一力の最も強力な現れであるとしている。外側から見て機械的運動ともいえる生命現象のプロセスに存在するものの内面には、意志が明確に存在しているのが明らかであると述べている。西田の思想は意志を根本にしており唯物論は物質の持つ力を根本にしており全く考え方が異なる。

### 第三章 意志の自由

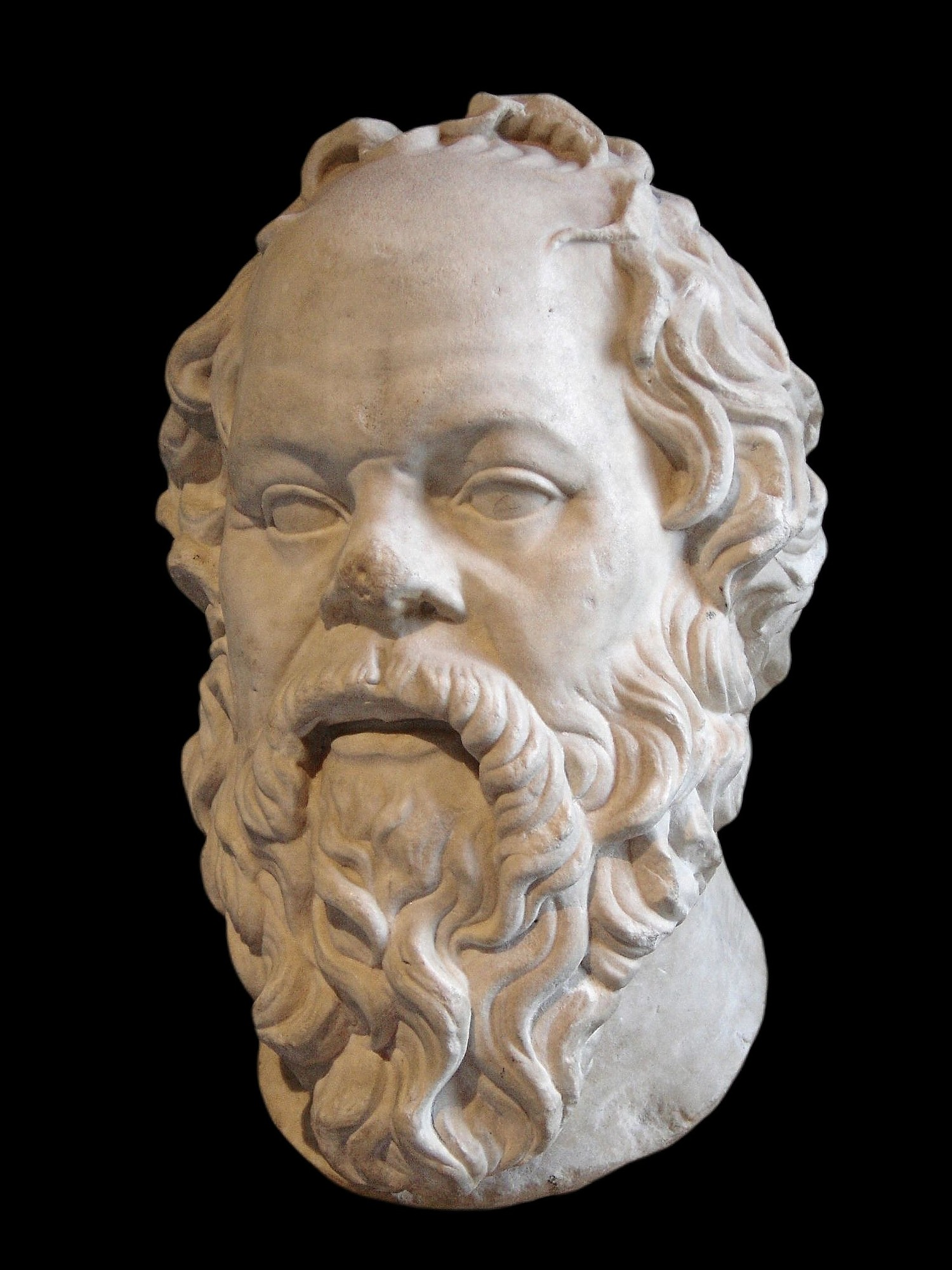
ソクラテス頭像

我々は自分の意志は自由であると考えている。このため、責任、後悔、称賛、非難と言った感覚が生じると考えている。一般に意志の「自由」に重きを置く人は「内的で心理的な経験」に立脚しているのに対して、意志の「必然性」に重きを置き必然論を唱える人は「外界の事実を観察した結果」に基づいて思考をすると分析している。自由論者は自由に観念を結合し統一することができ、思ったとおりに観念を支配することも可能であり自由に動機を決める能力があると主張するのに対して、必然論者は自然の中で発生する出来事は全てに原因があり、神秘的と考えられてきた現象も科学によって原因が究明されてきている。これと同様に意志が自由であると考えているのは、科学の究明が追いついていないだけで、他の自然現象と同様に意志の動きにも必ず原因があると主張している。
西田によると理由も原因もない意志はありえない。偶然に発生した意志があるとしても、それを我々は意志とは感じることはなく「強迫」と感じられるはずである。意志が働く際に完璧な理由があった時、つまり自己の内なる本性に従い必然的に働いた時に我々は自由であると感じるのであって、ここで言う必然性は必然論者の考えるような機械的妄信的な必然性ではなく内面的本性から生じる必然性であると論じている。また真の自由は「内面的な自由」であるとともに「必然的な自由」であると主張し、自由は事物に対する知的洞察力が不可欠であるということを、ソクラテスを裁いたアテナイ人よりソクラテスが自由であり、人間はパスカルの言うように「考える葦」であるがゆえ「考える葦」を滅ぼそうとする存在よりも尊いと結論付けている。

### 第四章 價値的研究
西田は倫理学自体を批判的に捉えており、その思想のもとで倫理学の学説を第五章から第八章の四章を使って解説している。
「人はどのように行為をするべきか」という倫理に関する問いは、本来は行為の意義や価値に関する研究に属しており、「人はどのような行為をしているか」という行為の事実や行為の存在に関する研究とは異なる。「行為の意義や価値に関する研究」と「行為の事実や行為の存在に関する研究」は別の研究領域であると考える必要がある。以上の検討から、我々は「行為の事実における判断」から「行為の価値に関する判断」を導き出すことはできないという結論が導かれる。「私は喜びを求めている」という事実に関する判断から「私は喜びを求めるべきである」という価値判断は導き出すことができない。これは「自然主義的誤謬」（英語: Naturalistic fallacy）である。西田は「事実的研究」と「価値的研究」の関係を論じ「価値的研究」に関する独自の考えを述べている。
西田によるとすべての事象の研究は二つの観点から考察できるとしている。一つは、事象の動力因の考察である「それがいかにしておこったのか」であり、もう一つは事象の目的因の考察である「それがなんのために起こったか」であるとしている。
自然界に「統一的目的」が最初からあるわけではなく、これは人間の想像の産物に過ぎない。しかし人間の思惟や想像や意志の作用から統一的目的を生み出す統一的活動を取り去れば、我々の想像の産物である現象は消え去ってしまう。
また西田はこれらの作用について「それらが如何にして起こるか」をというより「いかに考えるべきか、いかに想像すべきか、いかに行うべきか」という視点から考える必要があると述べている。それは価値的研究であり、この研究において論理、審美、倫理といった研究課題が発生すると述べている。
また、動力因から目的因を導出しようと検討しているが、結論としては存在の法則から価値の法則は導き出せないという結論に至っている。
この章では事物の研究には事実の研究と価値の研究があり、この二つは明確に区別する必要があるとしている。自然現象の領域に価値の研究を持ち込むことは無理であり、価値の研究は「思惟」「想像」「意志」といった意識現象においてのみ研究可能であるとしており、人間の行為を研究するにはこの価値的研究が必要であると結論付けている。

### 第五章 倫理學の諸說　其一

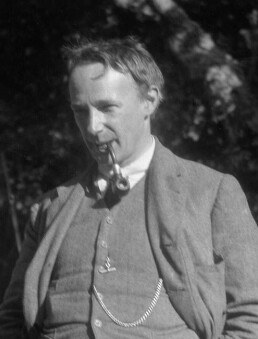
G. E. ムーア

第五章から第八章までは、倫理学の学説の紹介であり『善の研究』において教科書的な色合いが濃い。
西田は倫理学の学説を他律的な学説と自律的な学説に分類している。他律的倫理学説とは善悪の基準を人間の本性以外の何らかの権威や権力を基準とする考え方であり、自律的倫理学説とは善悪の基準を人間の本性そのものを基準とする考え方である。西田自身は自律的倫理学説の側に立っている。第五章では他律的倫理学説でも自律的倫理学説でも無い
ムーアによって提唱された「直覚説」について検討している。
直覚説は道徳における善悪というものは直覚的にわかるとする説である。我々が美醜について決定する時に何らかの特定の法則に従って美醜を決定しているわけではない。美醜は我々の直覚に基づき判断している。善悪も美醜と同様に直覚に基づいた判断であるので説明不要な問題であるとする立場である。日常では自己の良心に従って善悪を直覚的に判断しているので直覚説は事実に近く、行為の善悪について仔細な説明が不要という点で道徳の尊厳を維持する点においても効果的である。
しかし個々の場合について見ていくと、善悪の判断に迷う局面は往々にして発生し、徳目と呼ばれる忠義や孝行といったものの基準は人によって意見が異なり衝突対立も発生し、時代や社会状況の変化によって徳目自体の評価も変遷してゆく。このように考えると、時代や社会やそこに住む人々全てにとって自明な道徳法則は存在し得ないと論じている。また、多くの直覚論者は直覚と理性を同一視しており、道徳法則は理性と照合した結果自明であると主張している。しかし、この主張に従うと善悪は直覚を通り越して理性によって判別することになる。また、直覚論では直覚と直接的な快適・不快の感情を同一視することもあるが、この論に従うと前はある種の快感や満足感を与えるために善であるという論理が成り立ち快楽説に陥ってしまうと論じており、最後に直覚説は種々の道徳原理を内包する複雑な学説であると結論付けている。

### 第六章 倫理學の諸說　其二

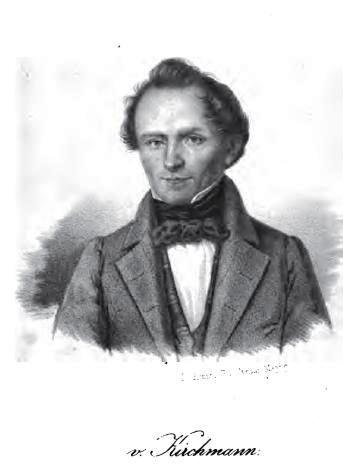
キルヒマン肖像

この章では他律的倫理学とも呼ばれる権力説について解説が行われている。権力説とは道徳の本質は自己の快楽や欲求を充足させることにあるのではなく、権力者の命令や権威に従うことで道徳が守られるとする説である。西田は権力説を二つに分類し、王様や君主を権威とする場合を「君権的権力説」と定義し、神を権威とする場合を「神権的権力説」と分類している。前者の君主を権威とするタイプの思想家としてホッブズを、後者の神を権威とするタイプの思想家としてスコトゥスをあげている。西田は権力説の難点として「なぜ我々は善をなさねばならぬのか？」の答えが説明できないところにあるとしている。権力説は権威・権力の命令に依るのが前提なので、答えが説明できてしまった時点で権威・権力は失墜してしまう。答えが説明できた時点で権威・権力のために従うのではなく「答え」のために従うことになると説明している。また権威の裏付けとして「恐怖」が存在する場合が多々あるが、恐怖という感情の裏側には利害損得という計算が入り込んでくる。自分の利害のために権威・権力に従うのであればそれは権威・権力に従うのでは無く権力説とは言えないとも論じている。
西田は権力説の代表としてキルヒマン（ドイツ語: Julius von Kirchmann）の説を検討する。キルヒマンによると、人は絶大な力を有するもの（高山や大海）と対峙すると、絶大な力に対して驚異の感情を持つ。そして魅了され服従するという過程を踏む。絶大な力を有するものが意志を持っている場合、そこには尊敬という感情が生まれ権威に従う動機になるとキルヒマンは説明している。しかし、我々が誰かを尊敬する場合は理由なく尊敬するということはなく、その誰かが何らかの理想を実現しているが故に尊敬するのが普通である。権力説を厳密な意味で考えると道徳は盲信的服従でなければならなくなり、恐怖・尊敬といった感情が無い盲信性が必要である。盲信性が無くなり、道徳的行為を行うべき理由を十分に理解して行った道徳的行為は道徳的善行でないという結論に至ってしまう。このように権力説は道徳的動機を十分に説明することが出来ないと解説している。

### 第七章 倫理學の諸說　其三
本章と次章では自律的倫理学の諸説についての解説がされている。他律的倫理学が善悪の基準を外界に求めるのに対して、自律的倫理学では善悪の基準を人の内部に求めようとする立場である。西田は自律的倫理学を「知」「情」「意」の三つの能力に従って分類している。理性を基本とした合理説（主知説）、苦楽の感情を基本にした快楽説、意志の活動を基本とした活動説の3タイプである。

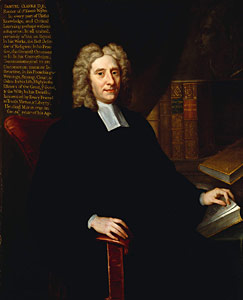
サミュエル・クラーク肖像画

合理説もしくは主知的倫理学とは道徳における善悪正邪と、知識の上の真偽を同一視する考え方であり、物の真実イコール善であり、我々が善をなす理由は真理であるからであるとする説である。人間は理性を有するのが普通であり、知識レベルで理性に従うのと同じように、行為のレベルにおいても理性に従う必要がある。サミュエル・クラーク（英語: Samuel Clarke）は道徳的な事物間の関係における適合・不適合に関する考え方は数学や物理学の理論のように明確であると説いている。具体的には「神は人間より優れた存在であるがゆえ人間は神に従うべき」であるとか「他人が自分に対して行った不正は、自分が他人に対して行っても不正であるからおこなってはならない」といった事柄を上げて説明している。合理説は原理が普遍性を有していることと義務意識を厳粛なものにしているという長所がある。合理説は形式悟性であり、「汝の隣人を愛せよ（You shall love your neighbor as yourself.）」という命令を悟性から導くことを考えてみると、我々には自愛の心も他愛の心も兼ね備えている。しかしながら「自愛」と「他愛」の優劣を決定するのは悟性ではなく感情や欲求である。クラークの考えでは物の真相から行為の適・不適は判別することが可能であるが、適・不適は純粋な知識による判断ではなく価値による判断である。まず最初に目的意識がありそのあとで適・不適という観念が生ずる。
合理説によると、我々人間は理性的な動物なので、「知識」の部分で理（物事の道筋）に従うのと同じように、「行為」においても理に従うべきであると主張する。しかし、真偽に関する「論理的判断」と善悪に関する「意志による選択」は別の事柄であり、意志決定の要素は「衝動」や「感情」であり論理的判断ではない。論理的判断に一致する場合もあれば一致しない場合も往々にしてある。
クラークは合理説の理論的代表者であったが、実践的代表者としてはキニク学派をあげることが出来る。キニク学派においては、「情欲」や「快楽」を悪と断定し「情欲」や「快楽」に打ち克ち理性に従うことを説いている。しかし、キニク学派の論じる理性は単に「情欲」や「快楽」の反対概念に過ぎず、キニク学派における道徳とは単に「情欲」に打ち克って精神を情欲から守ることにあった。
ストア学派はキニク学派の理論を宇宙の理論にまで拡大し、人間の本質もこの理論に含まれると考え自然に従った生活を主張したが、実体はキニク学派と同様に単に「情欲」に打ち克って無情欲の状況アパテイアが最善の状態であると考えた。しかしこのような合理説は理論としては何も道徳的動機づけを行うことが出来ず、実践面でも積極的な善の内容を与えることが出来ず、情欲に打ち克つことが唯一の善であるとされた。そもそも情欲に打ち克つ必要性となる目的や理想が無いのであれば、単に情欲を制するために制するということは手段が目的化されており不合理であると結論付けている。

### 第八章 倫理學の諸說　其四

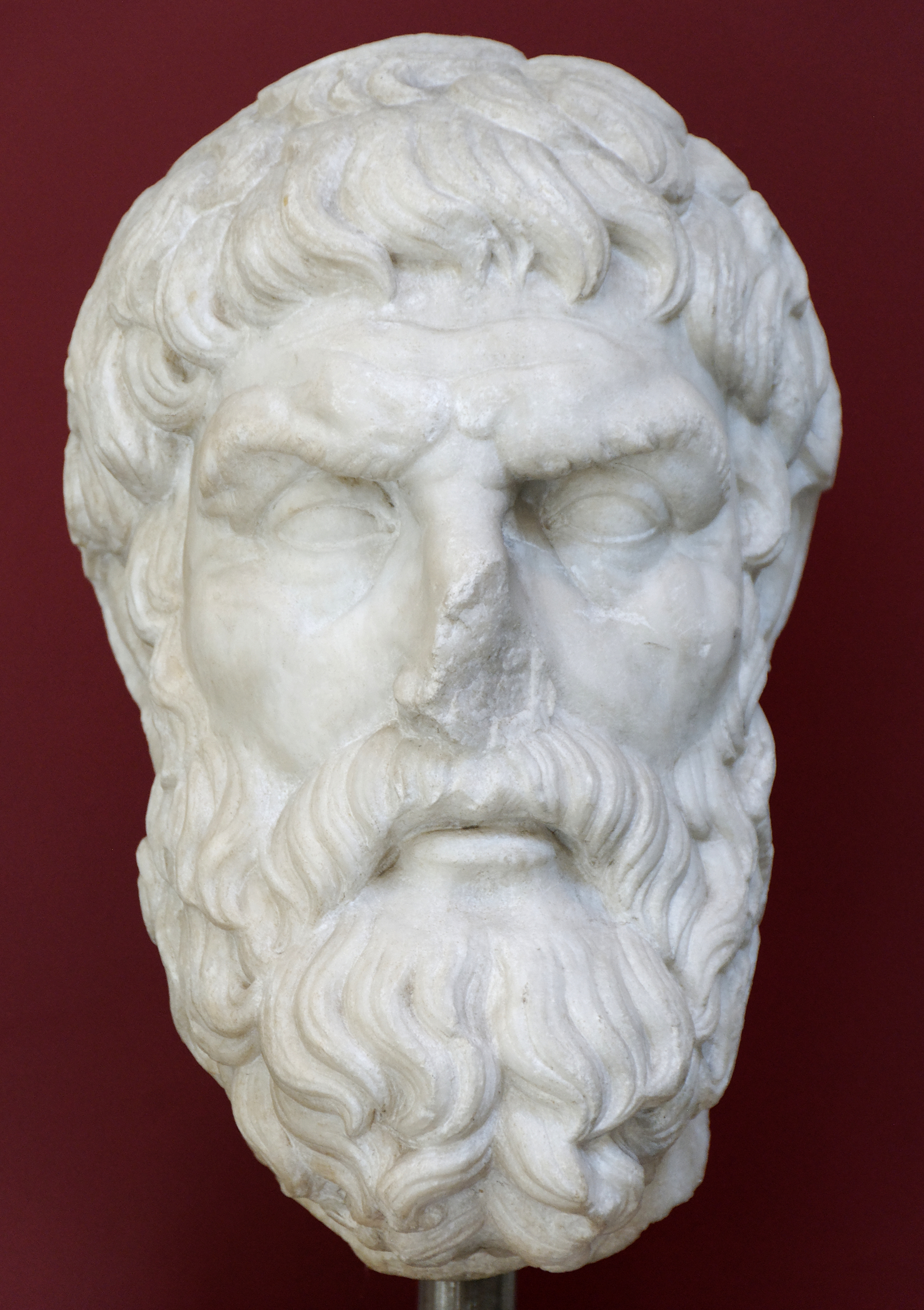
エピクロス

この章では自律的倫理学のもう一方の快楽説について解説している。西田は快楽説を利己的快楽説と公衆的快楽説に分類している。
利己的快楽説とは、読んで字の如く自己の快楽を追求することを人生の目的とする考え方である。この説の代表としてキュレネ学派 のアリスティポスの説とエピクロスの説を紹介している。アリスティポスは瞬間の積極的な快楽を希求したのに対して、エピクロスは生涯にわたる消極的な快楽である苦痛の削除を求めた。エピクロスにとっての最高の善は心の安静（アタラクシア）であり彼の思想は隠遁主義ともいえる。

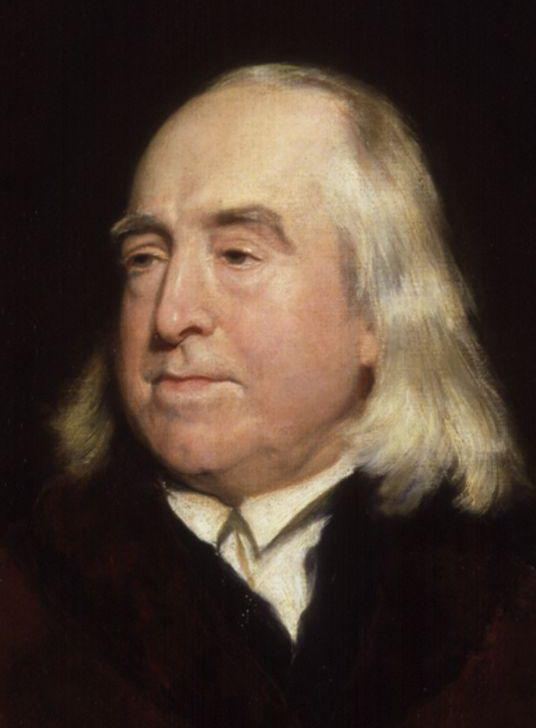
ジェレミ・ベンサム

公衆快楽説とは功利主義のことであり根本原理は利己的快楽説と同様である。利己的快楽説と異なるのは個人の快楽が最高の善ではなく社会全体の快楽が最高善と考える点にある。功利主義の目的は「最大多数の最大幸福（ The greatest happiness of the greatest numbers.  ）」にある。西田は功利主義の提唱者であるベンサムと後継者のミルについて詳しく論じており、『善の研究』が書かれた時点ではこの学説が当時最も有力な思想であった事が推測できる。
次に西田は快楽説の問題点を指摘している。快楽説も成り立たせるには快楽に性質的な差異が有ってはならないことになる。性質的な差異が有ればその差異ごとに価値が異なることになり、差異ごとの価値を判定する別の基準が必要となり快楽を持って善悪の唯一の基準とする快楽説が快楽説でなくなってしまう。快楽説の原理を保持するには快楽は数量的差異しか無いと仮定する必要がある。アリスティポスやエピクロスは知識によって問題は解決できると主張しているが明確な基準は示していない。また、ベンサムは「強度」「持続性」「確実性」「遠近性」「純粋性」「範囲」の7種類の快楽を計算するための基準は示している。しかし、快楽は時と場合において非常に変化しやすいものなので、同じ快楽が常に同じ量の快楽を与えてくれるわけでない。また、どういった「強度」の快楽がどの快楽の「持続性」に該当するのかを判定するのも困難である。この判定は自己についてすることすら困難であり他者の快楽に関して明確な基準を設定するのは困難を極める。
このように快楽説によって行為の価値を決定する妥当な規範を作成することは不可能に近く、また、快楽が人生の究極目的であるという前提が怪しいと西田は論じている。西田は人生の目的は快楽の享受ではなく人間本来の内面的要求を充足させることであると述べている。

### 第九章 善(活動說)

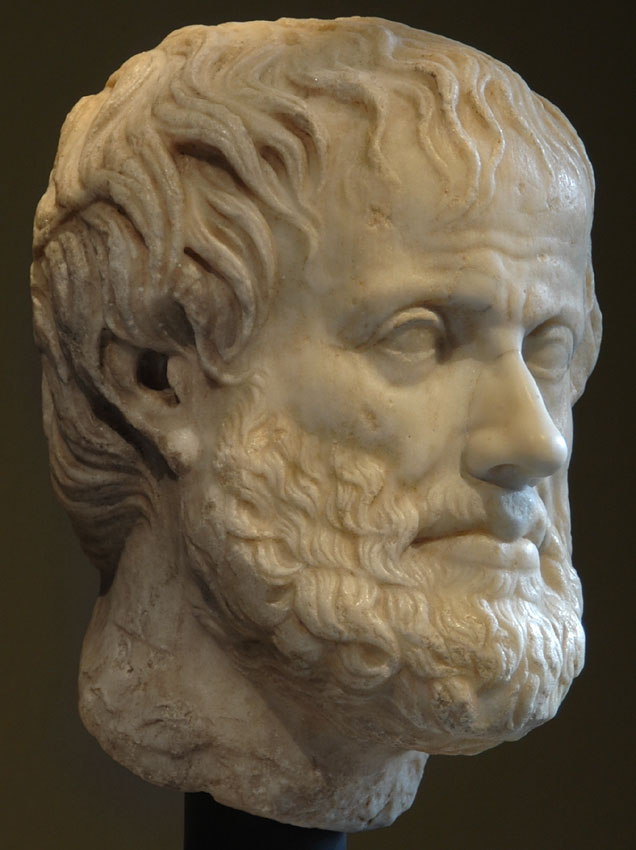
アリストテレス頭像

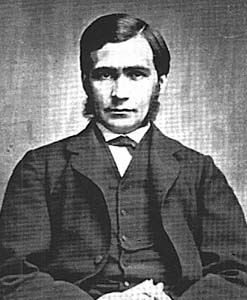
トーマス・ヒル・グリーン

この章では倫理学について西田が最も正当な思想であると考える「活動説」について解説されている。活動説とは精神の能力である「知」「情」「意」の中で意志が最も根本的な内面的要求であると考え、この根本的な要求を満たすことが人生の大命題であるとする立場である。
西田は、いわゆる道徳家の主張する「義務」「道徳法則」といった、無闇矢鱈に自分の要求を抑え込み活動を制約することが善の本性とする考えを否定している。本当の善は自分の内面的要求を実現することにあり、義務や道徳法則は内面的要求を実現するために、不要な些細な要求を抑制するためのものであると論じている。義務や道徳法則はそれ自体は無価値であり、義務や道徳法則が自己の内面的要求を実現するためであったときに初めて価値を持つとしている。
善と幸福は対立し矛盾するものではなくアリストテレスが論じているように善は幸福であるということが出来る。しかし、快楽説における快楽が善という思想ではなく、意志の目的が快楽であるということである。快楽と幸福は同じものではなく、幸福は満足から得られ、満足は理想的要求の実現によって生まれるものである。理想的要求が実現されれば困窮・苦痛の中にあっても幸福になることは可能であると論じている。
西田はイギリスの倫理学者のトーマス・ヒル・グリーンにも影響を受けている。自己の発展完成という言葉を西田が使うのはグリーンの影響がある。

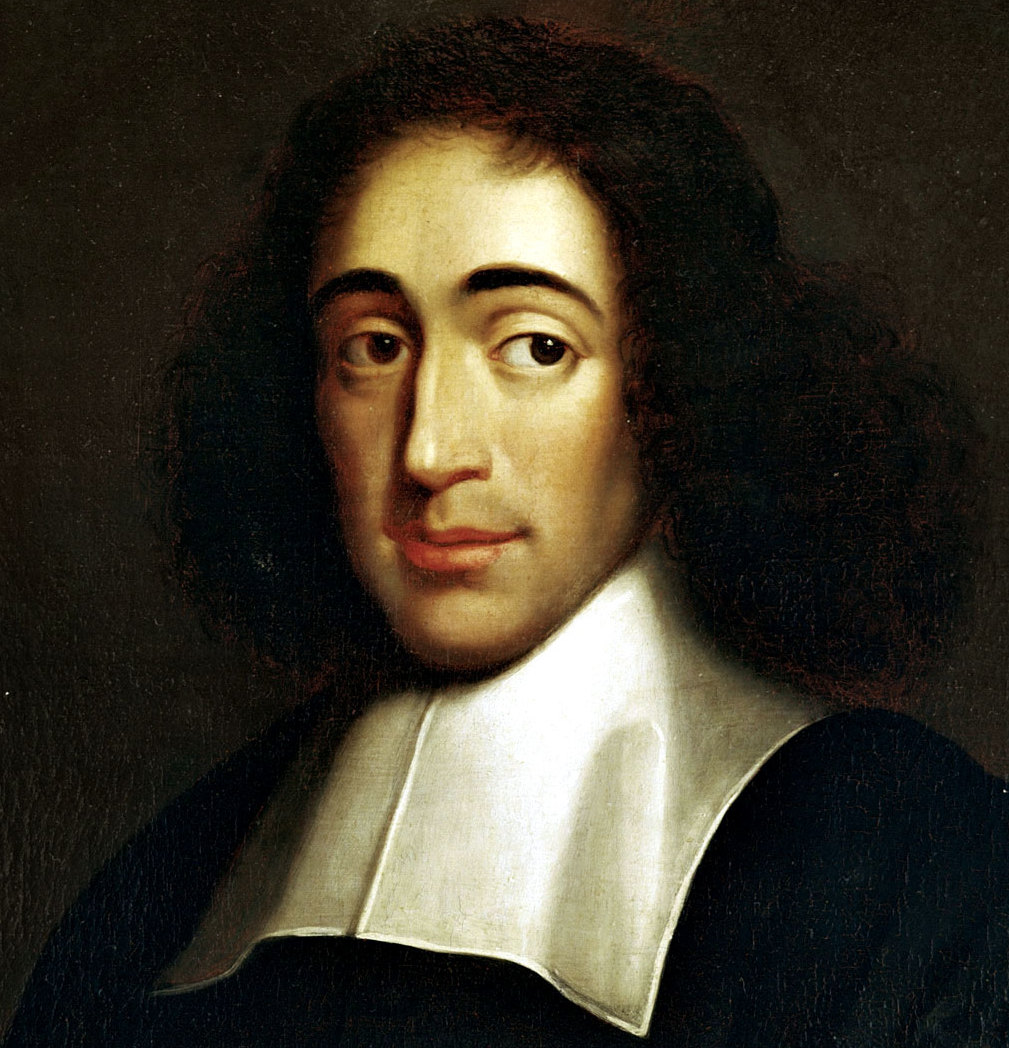
スピノザ肖像

善が理想の実現であり自己の内面的要求ならば、この要求や理想がどこから生まれるのかを検討する必要がある。考察が繰り返しになるが、意志は自己の最深部における統一力の現れであり、ここで言う自己とは統一力のことを指すので、意志が発展し完成されるということは自己が発展完成されたということであると論じている。善とは自己の発展完成形であり自己実現であるということが出来ると結論付けている。西田の思想は「善は人間の究極的卓越的な徳で霊魂の活動」としたアリストテレスの思想や「徳は自己に固有な本性の法則に従って働く」といったスピノザの思想とも重なる。
西田は善の概念と美の概念が一致すると主張している。美とは事物が理想的な形で完成されたときに感じられるが、この場合の理想的な形とは事物の自然の本性にほかならないとしている。「花が花の本性を表したときに最も美しくなる」のと同様に「人間は人間としての本性を実現したときが最も美しい」のであって美の実現と善の実現は同一であるとしている。
また、善の概念と実在の概念が一致するとも主張している。ある物が発展完成するということは実在成立の根本方式でありこの世の全てのものはここで言う根本方式によって成立している。この前提に立つと、自己の発展完成形である善は自己実在の法則に従うことになる。自己の内面的な要求と実在の統一力は同じものであると論じている。善を希求することと真の自己を知ることは同じことであるが、この場合の「知る」は合理論による抽象的な「知る」ではなく「体得」の意味でなければならないと結論付けている。

### 第十章 人格的善
善とは自己の内面的要求の充足であるが内面的充足は単独で生じるものではなく、常に全体との関係で生じるものである。つまり、身体における善は身体の一部にとっての善ということはなく善は全身との健全な関係にある。それゆえ、活動説の観点から考えると善というものは様々な活動の調和もしくは中庸でなければならないと論じている。
我々の意識活動には必ず観念の活動が伴っている。意識活動が本能的・衝動的であったとしても、そこに何かしらの理想的な要素が含まれている。吝嗇な人が利を貪るのも吝嗇な人なりの、ある種の理想から生じている。観念活動の根本法則は理性の法則であり、理性の法則とは最も一般的で根本的な観念活動を表現したものであると言うことが出来る。よって理性が充足されることが最も上位の善であり、人間にとっては理性の法則にしたがうことが善であることになる。
人間において自分の根本に存在する根源的な統一力に従うことは、理性にしたがうことを意味し本能や衝動に従うことではない。このような事から各々の人に表れ出た統一力を「人格」と西田は呼んでいる。人格が不変的な理性の法則と一致している点については、カントの人格に関する概念と一致している部分もあるが、西田の言う「人格」は抽象的思考によって生み出されたものではなく各々の人の内側に表れ出た具体的な統一力であるとしている。各々に具体的であるため各々の人の個性が人格の中には存在するとしている。西田にとっての善は人格が表れ出ることであるが、現れ出た人格は宇宙の根源的統一力と一致するとともに各人各様の個性を兼ね備えて発現したものであると結論付けている。

### 第十一章 善行爲の動機(善の形式)
善は自己の内面的要求を満足させるものであり、自己にとって最も大きな要求は意識の根本的統一力である人格による要求であり、人格による要求とは人格を実現することであり、絶対的な善であると言うことが出来る。また西田は、善の動機である善の形式は、自己の内面的要求を宇宙の根源的統一力の支配下に置くような行為であると論じている。
西田は、善とは人格の実現であるが、本当の意味での人格はどのようなもので、本当の人格は如何にして形成されるのであろうかという疑問に対して、本当の人格は主観的や個人的な衝動・欲望の充足から得られるわけではなく、思慮分別の前段階である主客未分の直接経験の中においてだけ自覚されるものであり、自分の欲を消し去った非常に純粋な状態の時にだけ現れるものだとしている。
本当の意味での人格を実現するということは、世界を主観的な自己に適合させるという考え方ではなく、徹底的に自己を消し去ることであると論じている。自己と世界は別個のものでないという前提に立つと、徹底的に自己を消し去ることで本当の意味での自己の要求が充足され自己実現が可能になると主張している。各自の真面目でひたむきな要求は、客観的な世界の理想と必ず一致しなければならず、各自の要求と世界の理想との一致は、愛における自他の一致、主客合一の感情であるため、善による行為は愛であるといえると主張している。
また、真の善行は自己否定し主観が客観に従うことでも客観が主観に従うことでもなく主観と客観、自己と世界といった区別が存在しなくなったときに真の善行が実現するとも述べている。

### 第十二章 善行爲の目的(善の内容)
西田が本章で強調するのは善という行為は個性を実現する行為を指し、この場合の個性とは利己性とは全く異なり、利己性とは逆で社会性・利他性と良く協調するものであると論じている。人格は各々の人の意識の統一力であり、かつ実在の根源的な統一力であるので、人格は宇宙の根本的な統一力が各々の人の内面に色々な形で表れ出たものである。このため、個性的であるという特質を持つ。このため各々の人にとっては個性を発揮することが最も重要なことであり、個性を発揮することによって、各々の人は最大の満足を得ることとなり、宇宙の進化において固有の役割を達成する事が可能となる。

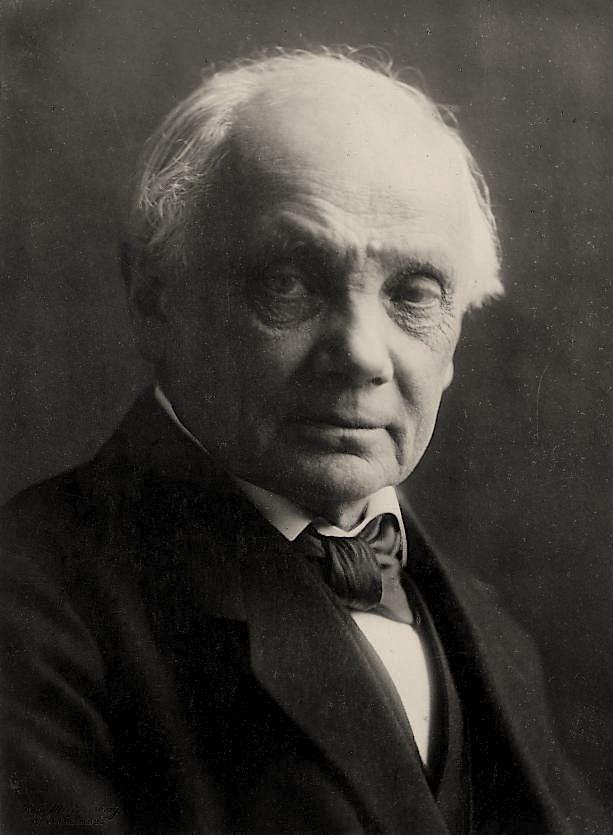
ハラルド・ヘフディング

ここで言う個性は利己主義とは全く異質のものである。一つの社会において各々の人が各々その個性や生まれつきの才能を発揮することで社会全体が発展するのであり、共同主義的な考えと一致する。個人を無視し個性や生まれつきの才能を抑え込もうとするような社会は健全では無いと論じている。
西田は善の行為における個性を重視し個人主義と共同主義とが両立することを強調している。また個性が社会性と対立するものではなく、個人の意識は社会的意識の影響を強く受けており、個人の意識は社会的意識による産物であるとも主張している。
社会的意識を一つの実在と考えず、個人の意識の集合体と考える要素還元論的な見方をハラルド・ヘフディング（ドイツ語: Harald Høffding）などが主張している。しかし西田は社会的意識を一つの生ける実在とする立場に立ち、各々の人の個人的意識を社会的意識の一部分とみなしている。このため各々の人の要求のほとんどは社会的な要求であり、我々の欲望の中には他愛的な要素が見られると述べている。そして各々の人の人格が立派になるにつれ各人の要求は社会的なものになっていくとしている。
社会的意識には段階が存在すると西田は述べている。西田は「家族」「国家」「人類社会」に分類している。この分類の中で西田の思想は国家主義的であり、国家を統一した一つの人格として捉えている。国家の制度・法律を人間の精神の根底にある共同意識の中から現れる意志と考えている。西田は人類の最終目的は国家ではなく国家を超えた人類社会・世界国家であると主張している。

### 第十三章 完全なる善行
善は内面的要求の実現（活動説）であり、善が人格的性質（人格的善）を持つこと、善を行う動機（善の形式）は自己の内側の要求と実在の根本的な統一力との一致にあること、善の行為の目的（善の内容）が個性の発揮であるとともに社会意識の現れであることが論じられてきた。本章では自己の内面的な要求における「満足」と人類一般の統一的「発展」が矛盾すること無く並行して実現できるのかが論じられている。
「善の事実」と「善の要求」の間に対立が発生するときには2つの場合が考えられる。一つは「ある行為が事実として善であるにも関わらず動機が善でない場合」、二つ目は「その行為行う際の動機においては善であるが、事実としては善でない場合」がある。動機と結果の対立ととらえることも出来る。西田は1つ目の「ある行為が事実として善であるにも関わらず動機が善でない場合」を認めない。道徳的に見ると、結果として善であってもそれは利益という観点からのものであり、利益は用い方によって善とも悪ともなるので、動機が善でないことは望ましい姿ではないと論じている。2つ目の「その行為行う際の動機においては善であるが、事実としては善でない場合」について、一般に「いかに動機が優れていても必ず善になるわけではない。」とよく言われるが西田はこのような意見に対して「至誠」と言う言葉をよく理解していないからであると主張する。至誠という単語を「本当の精神全体の一番深い部分から出てきた要求」と言う意味であると捉えたら「いかに動機が優れていても必ず善になるわけではない。」と言う意見は間違っていることがすぐ分かると論じている。なぜなら精神全体の一番深い部分から出てきた要求は我々が自分の意志で作り出したものではなく、自然における事実であるので不変的な要素を持っており、必然的に人類一般における最高の善と一致すると論じている。
また西田は
とも論じている。
西田の論じるような善行は難しい行いであるように見える。しかし、道徳は自己の外界にある思想・目的を追求するものではなくて、自己の内面にあるものを見出す行為である。人にはその人毎に個性的な能力・要求が与えられており、各人各様に自己固有の能力・要求を真面目に追求すればよいと西田は述べている。人には人それぞれの性格性質がありそこには優劣善悪はない。各々の人は強調して人類的人格を構成していると考えねばならないと西田は論じており、西田の個性重視の思想や個体主義的な性格が明確に現れている。
この個性は一般と対立するような個性ではなく通常のいわゆる自己を極限まで否定し、その極点において一般と融合したときに表れ出るような個性であると論じており、ここに道徳と宗教の合一点があると主張している。
西田は
と論じており、道徳と宗教の一致点がここに有ると結論付けている。

## 第四編 宗教

### 第一章 宗教的要求
西田は「宗教的要求」について、自己の有限性を自覚しその自覚に基づいて絶対者と合致したいと願う要求であり、具体的には自己を変換することや生命を革新したいという要求であると表現している。西田のこの表現の中には我性や利己心を徹底的に否定するという意味が含まれている。現世における利益を求めることは宗教の目的では無いし、往生や安心を求めるのも本来の宗教の目的ではないとしている。往生や安心は宗教によってもたらされる結果に過ぎず、宗教は人生の目的自体であり往生や安心を得るための手段とすべきでないと論じている。
西田は、宗教は宗教が目的自体であり、絶対者もしくは根源的統一力との一致の要求であると規定している。この一致の要求は自己主張をして自己肯定をすることでは実現が困難で、自己の滅却・否定によって実現可能であると論じている。絶対的な統一は主観的統一を捨てて客観的統一に向かうことで統一が可能であるとも説いている。このような主観的統一及び客観的統一は「主客合一」ということであり意識の純粋経験のことを指す。したがって純粋経験と宗教的要求は矛盾することはなく、宗教的要求とは我々の意識が純粋経験の状態にあることを指しているともいえる。
主客合一の状態にある純粋経験とは意識の本来の姿でも有るので宗教的要求は意識の本来のあるべき状態に対する要求であり、西田の言うところの純粋経験によって全てを説明するという西田の考えは宗教に関しても実現されているといえる。
主客の合一ということと、自己と宇宙との合一は本来別次元で考えるものとすべきとの主張も有るが、西田は同一次元で考えることを主張している。
宗教的な要求は人の心の問題として最大で最も深い要求であるが、これは我々の自己そのものを解決することであると西田は論じている。己事究明（本来の自分を追求すること）がすべての学問における道徳の根本であると西田は主張している。

### 第二章 宗教の本質
西田は、宗教とは神と人間との関係として捉えている。西田は神を広義に捉えており種々の超自然的な力や仏までもを含んだ言葉として使用していることに注意が必要である。また西田は、神をもって宇宙の根本と規定しているが、この規定が曖昧でどのようにでも解釈可能で多義的なものにならざるを得ない。西田の規定する神は本質として神と宇宙は異なった存在ではないということが言える。よって、神が宇宙の根本であるとすれば、宇宙は神と同様の性質や性格を持つものであると考えられる。
神と宇宙が同じ性質性格を持つという関係は、神と宇宙の構成要素である個人の意識との間にも同様に同じ性質性格を持つことになる。このことから我々が神に帰依するということは自己の根本に立ち返るのと同じ意味であると西田は論じている。言い換えると、神は我々の自己にとって目的そのものであり、神と人は目的の関係であり手段の関係ではないと結論付けている。
西田は自己がその根本である神に帰依するということは、自己を失うことではなく真の自己を獲得することであると論じている。人にとって神は生命の源泉であり、人は神のもとにおいて生きる存在であるがゆえに、我々は神の存在のもとで本当の自己を見出すことが出来る。
西田は有神論と汎神論を比較し汎神論的な立場に立っている。西田は、神の啓示という名の観念を超越的な人格神が我々に与えた時に我々の理性と衝突するだけでなく、一方で「自然の法則」を考え、もう一方で「神の啓示」を考えることは、神の矛盾を示す事であると結論付けている。西田は我々がキリストを信じるのは、キリストの人生が人生の奥深い真理を含んでいるからであると主張し、神の啓示という「不可思議なもの」がある為に神を信じるのではないとしている。西田は神の要件として「最も深い人生の真理」「宇宙の内面的統一力」を上げこの二点が神と言うべきものであると論じている。
西田にとっての神は超越的ではなく内在的であり、超自然ではなく自然の方向に存在すると考えている。西田の考えは汎神論（万有神論　英語: pantheism）の神と言うより万有内在神論（英語: panentheism）に近い。万有内在神論においては宇宙にある全てのものに神が内在するというより、宇宙にある全てのものが神に内在していると考えられており、神は宇宙の根底であり自己の根底でもある。神も自己も根柢では繋がっているので神の暖かさを感じ神に対する敬愛も生じると主張している。
西田によると、敬愛の「愛」は2つの人格が合わさって一つになることであり「敬」とは部分的な人格が全人格に対して起こす感情のことであるので敬愛の基礎には人格の統一が必要である。我々が神を敬愛するのは神と我々が同一の根柢を共有しているからであると論じている。精神は肉体と違い「精神において同じ根柢を持つものは同一の精神を持つ」と西田は考えている。昨日の意識と今日の意識の間に同一の統一が在るため同一の精神と考えることが出来るように、自分から見た自分（自己）と他人から見た自分（他己）の意識は同一の統一を有することになる為同一の精神と見ることが可能であると西田は論じている。この考えを拡張して行き自己と自己の根底である神との関係を考えると我々の精神は神と同一となると論じ、これが西田の信念であることが明らかとなる。

### 第三章 神
西田は神を宇宙の外側に存在する超越的な造像主と考える一般的な宗教観に否定的である。神は宇宙と別個の人格ではなく同じ性質を持つ内的な根源であると主張している。このことを西田は神と宇宙との関係は「芸術家と芸術家によって作られた作品」と言う関係ではなく「本体と現象」と説明している。宇宙は神による「造形物」ではなく、神の「表現」であり現れであると論じている。
西田は最初に神を宇宙の根底・本体と定めたうえで、神を宇宙の根源的な統一の力と規定している。自然現象にはある種の統一力による支配があり、精神現象の世界にも一種の統一力が働いていることを我々は自覚しているが、この二つの統一力は無関係なものではなく相互に連関しているのも自明である。自然現象の統一力と精神現象の統一力は更に大なる統一力によって連関させられておりこれが神であると主張している。神による統一力が自然と精神に分化発展したものが自然現象の統一力と精神現象の統一力である。
以上のような前提に立つと精神的な統一、言い換えると主観的な統一と全く関連のない純粋な自然的な統一である客観的な統一はあり得ない。「純物質」といった概念は具体的事実からかけ離れた非常に抽象的な概念であり、このような見地は外面的と言わざるを得ない。しかし、主観的要素をすべて取り去ったように見える客観的視点自体を客観的世界を再構成するのは主観的統一力によるものである。このように万物を説明しようとすると、必ず説明しようとする自己に必ず戻ってきてしまう。結局、抽象化された物体物質から具体的な精神を説明しようとするのは説明の方向が逆である。
しかしながら客観世界を再構成する主観的統一力（精神的統一力）は個人的な統一力では当然無い。意識統一の範囲は個人限定ではない。自然界は「超個人的主観」の対象として存在しているので「個々の人の意識の統一力」「個々の自己の根底にある超個人的な統一力」「自然の統一力」は別個の存在ではない。ここに統一力が働くのではなく本来は同一の根源的統一力の支配下にあると考えるべきと論じている。

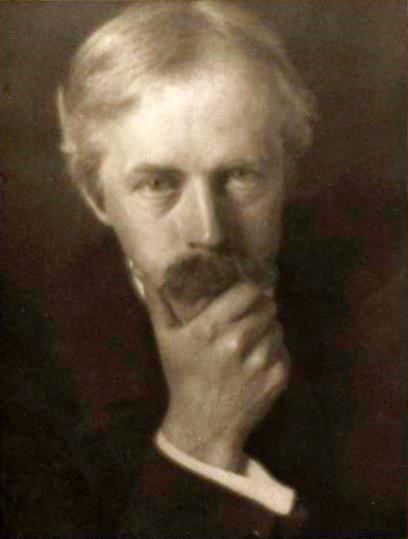
アーサー・シモンズ

西田は根源的統一力を神と呼び、神の人格とも呼んでいる。この思想はキリスト教的な人格概念ともカントの人格概念とも異なっており、西田はイリングワース（英語: J. R. Illingworth）の思想を取り入れて解説している。イリングワースは人格の要素に「自己意識（理性）」と「自由意志」と「愛」の3つを上げている。西田はイリングワースのいう（英語: pantheism）や（英語: self-consciousness）を自覚と翻訳し、部分的意識体系が全意識の中心で統一される場合に起きる現象と定義し直しており、西田における自覚とは自己の中心部を求める意識の作用であると言える。
この場合に意識作用の本体があり意識作用本体によって自己の中心部を求める意識の作用が行われるのではなく、意識作用の本体（自己）と感じているのは統一作用に伴う感情であると論じている。統一そのものは対象化できるものではなく、対象化できない以上知ることも出来ないものである。このため真の自覚は意志の働きによるものであって知的反省の内に有るものではないと結論付けている。
人の人格における自覚の働きは以上であるが、西田は神の人格については宇宙の統一力と同じものだと述べている。このため、宇宙現象のそれぞれの統一が上の人格であると述べている。ピタゴラスの定理のような定理は神の一種の自覚であると述べている。我々の精神を支配する宇宙統一の観念は神の一貫性の意識であり、神はつねに現存すると論じている。また意志の自由については本当の意志の自由は自己の内面の本性の必然性から生じるもので、恣意のと言う意味での選択的意志は本来の自由意志ではないと論じている。愛については神はどこまでも平等で「あるものを愛し」たり「あるものを憎み」んだりするような狭い了見の存在ではなく普遍的であり自己発展がありのままが我々にとっての愛であると論じている。

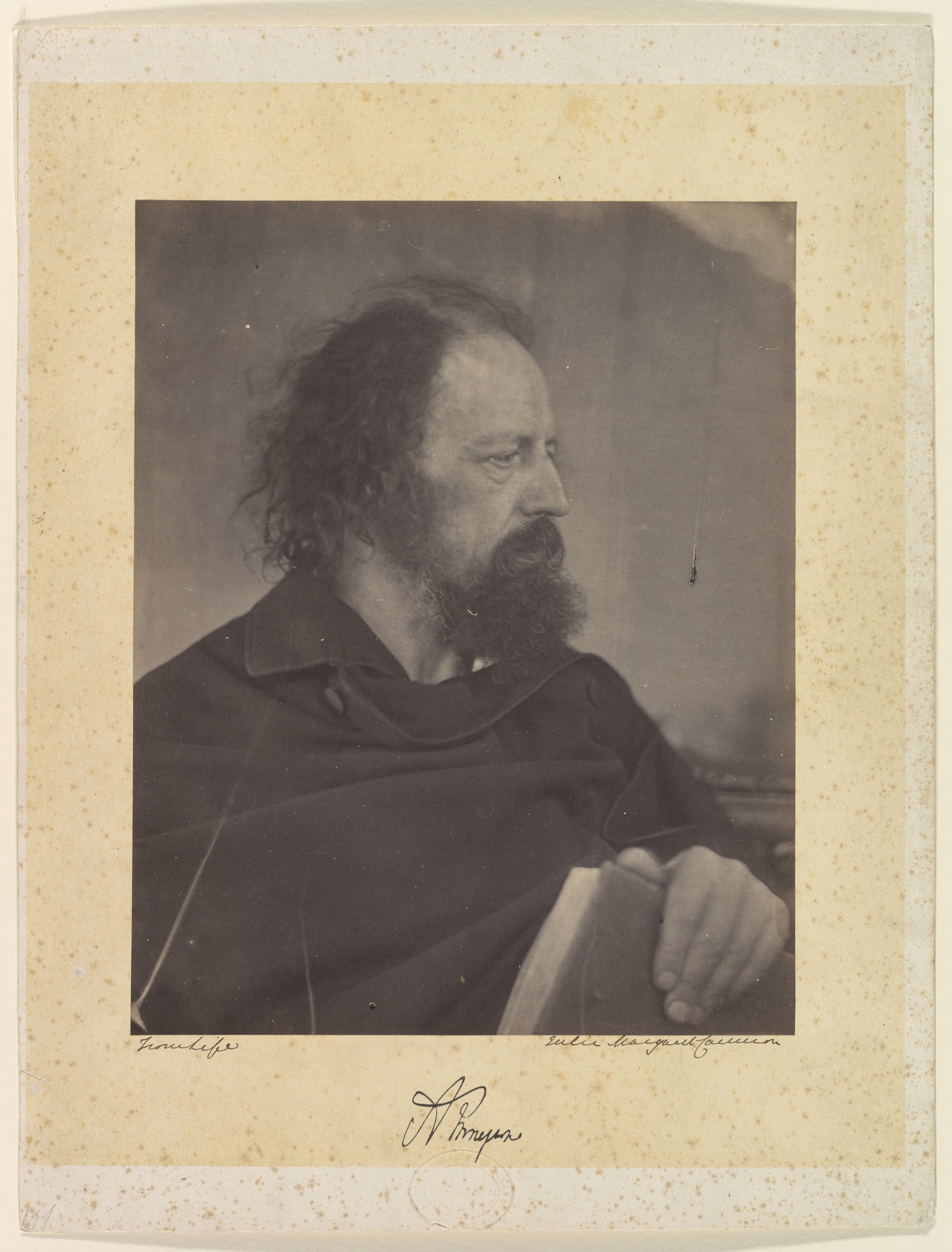
アルフレッド・テニスン

神の人格と純粋経験との関係について、我々個々人の意識の根柢には必ず根源的統一力が働いており、その統一力の実体は神であるから神は「宇宙の根底における一大知的直觀」と考えられるため、神は「宇宙を包み込む純粋経験の統一者」と考えられると論じている。このような神の統一性は抽象的なものではなく具体的な性質のものであり、個々の精神の中で生きて働いていると主張している。
この点を西田はジェームズによるテニスンやシモンズらの神秘経験を題材にしながら、実在は精神的なものであり我々の精神は実在の中の小さな部分に過ぎず、我々が自己の小さな意識をのりこえて実在という大きな精神にたどり着くのは何ら困難なことではないと論じ、我々が小さな意識の範囲に固執するのは迷いがあるからであると結論つけている。
ヘーゲルにおいては一般的なものから始めて個人性は一般性から離れられるものではなく一般性の中に限定されたものであり一般性の発展したものが個人性であると考えた。しかし、西田は個人的なものから始めて個人的なものの中に存在している一般的なものを感じて獲得しようとしていると言える。ヘーゲル哲学は普遍主義であり西田の純粋経験説は個体主義である。しかし西田の個体主義はジェームズのように普遍に対立する個体ではなく普遍主義と相即する個体主義であり、個体主義と普遍主義の差別もなく個体主義がすなわち普遍主義であり、普遍主義がすなわち個体主義である。

### 第四章 神と世界
純粋経験は唯一の実在であり神は宇宙の全実在の根底にある根源的な統一力であり、神の性質と世界との関係は我々の意識統一の性質と意識統一の内容との関係から知ることが可能である。我々の意識の内容を我々は知ることが可能である。しかし意識統一その物を知ることは不可能である。それは意識統一自体は意識の対象とされないからである。
このことについて西田は
と論じており、意識の根底に存在する神を知ることは出来ないとしている。これらの考察は神の不可思議性を表現したものであり神の永久性や偏在性や全知全能という表現も意識統一による超越的な性質を表したものであると論じている。

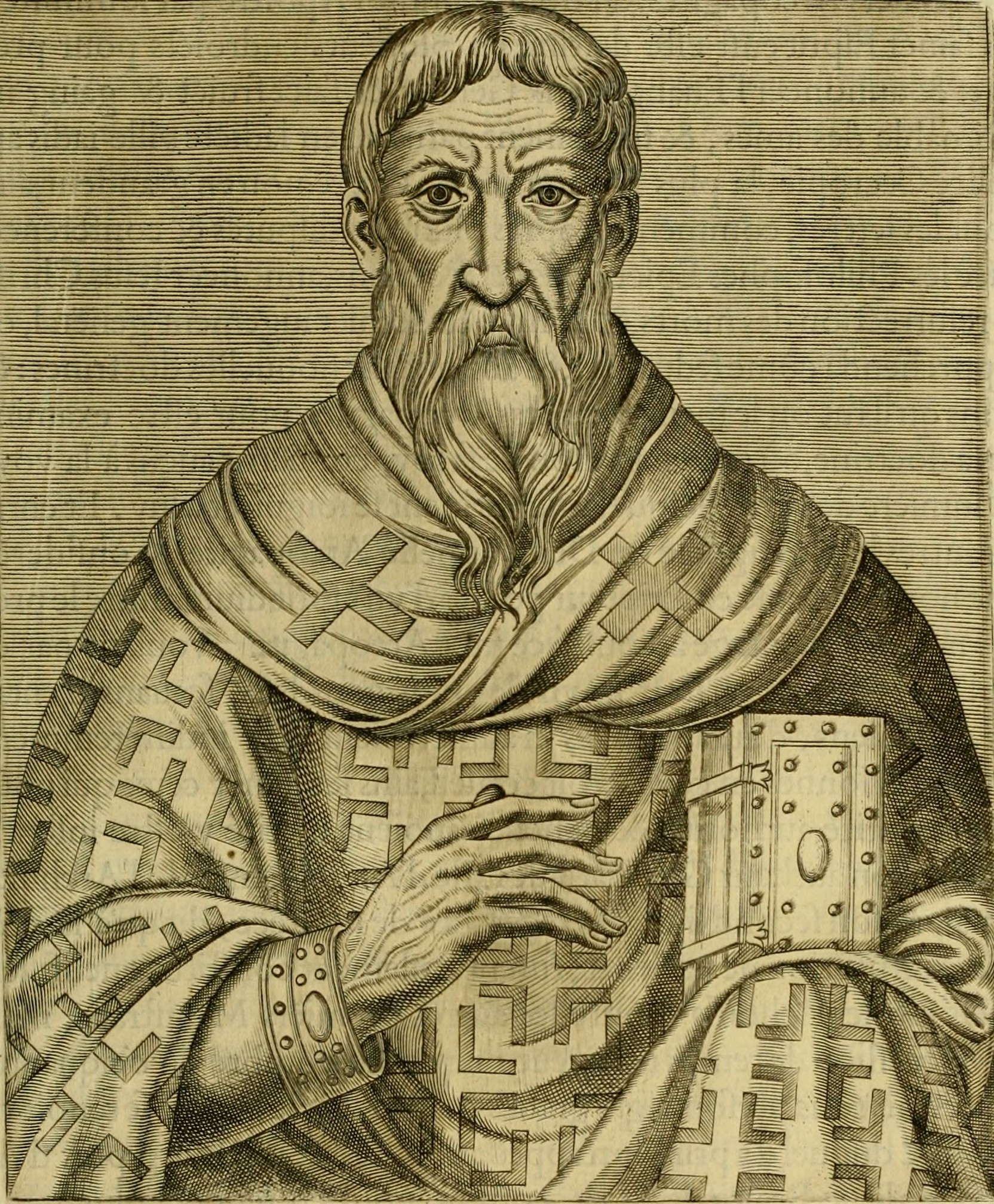
偽ディオニュシオス

否定神学説の立場偽ディオニュシオスによって「神は～でない」と否定表現でのみ神を語ることによって知られると説明され、クザーヌスにおいては、無限の中では極大と極小（神と被造物）が一致すると説くことで神は有にして無であると説明されている。ベーメにおいては「無底」という言葉で神を知ることが出来ないことを説明している。
神と世界との関係は「意識統一」と「その内容」という関係である。この関係が成り立つということは意識内容は意識統一によって成立するが、意識内容から離れて意識統一が存在することは無いことを意味している。意識の内容と統一は同一実在の2つの側面である。意識現象は純粋経験の状態では一個の活動の事実であるが、この純粋経験を知識の対象として反省することで、純粋経験の内容が分析され分別されることになる。ベーメによれば神ですら自己を認識するには神以外のものを必要とするとしており、自己を智慧の鏡とすることによって主客の分離を発生させこの作用によって神と世界が発展すると述べている。

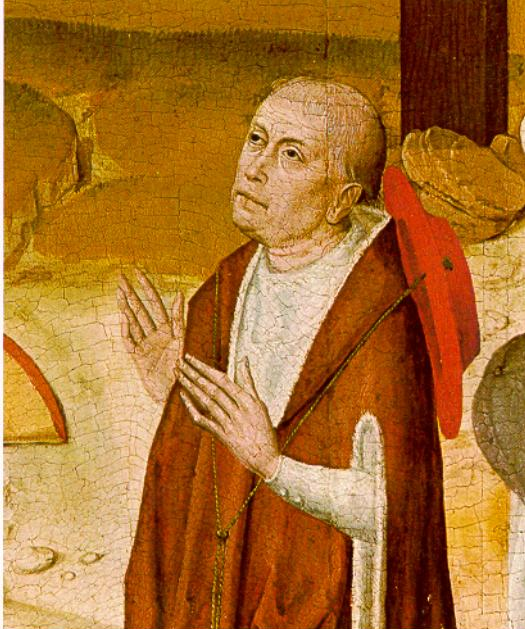
ニコラウス・クザーヌス

しかし、本来実在は一つのものであって分化したままで存在するわけではない。ここの部分は全体を表し全体は個々の部分に宿っている。実在体系の中に矛盾と衝突が生じた時、神と宇宙、自己と物との区別が発生すると西田は論じている。
万物が神の表現であり神だけが真の実在であるという論理に従うと、個人性は非常に消極的な存在のように考えられる。しかし西田は個人性に積極的な意義を認めて、その意義を神の分化発展による最終到達点であると主張している。万物は神の表現であるが、それは各々の人の自覚的な独立を妨げるものではなく、また部分が全体の統一下にあることが各々の人の意識の独立性を否定するものではないとしている。
各々の人は神の表現であるが同時に神の表現を発展させる担い手であり目的そのものである。個人性とは個人性が全体の中の一要素として機能するときに本来の意味での個人性が発揮されるものである。また、神は無限の愛を持つため全ての人々、つまり全ての個人性を神の内側に包容しそれぞれの個人性の独立を認めると西田は述べている。
神が万物の表現である場合にはこの世に悪が存在しないことになるが、現実として悪や不正は存在している。西田は全てのものは本来的には善なる存在であり悪は存在しない。元来善悪の概念は相対的であり事物を相互比較した際に善と悪に区別される。また時代や社会情勢の変化によって善悪は変わっていくので、本来的に悪と言われるようなものはないと西田は主張している。
悪は実在体系の内側において発生する矛盾や衝突から発生するが、この矛盾や衝突は別の角度から見ると実在体系の分化・発展に欠くことが出来ない要件であり、悪には積極的存在意義があるとも述べている。
西田によれば、何の罪悪も何の不満もない平穏な生活は平凡であるが浅薄でもある。また自己の罪を知らぬものは真の愛を知ることは出来ないし、不満も苦痛もない者には精神的な深い喜びを理解することは不可能である。罪悪・苦悩・不満は人間の精神的向上に必要な要件である。悪が存在するということは世界が不完全であるわけではなく、悪によって世界はより深遠かつ豊潤なものになっていると言える。悪は憎むべきものであるが悔い改められた罪ほど美しいものはないと述べている。

### 第五章 知と愛
一般に「知」と「愛」は別の精神作用であると考えられているが、西田は「知」と「愛」は同一の精神作用であると論じている。西田は「知」と「愛」は主客同一の作用であると説明している。主観的な要素をすべて取り去って「無私」になれば心底深くものを愛することが出来るため「知」と「愛」の働きには同一性が存在すると論じている。
西田は、我々が自己の主観による妄想や推測による判断をやめて、純粋に「客観的」になることによって者の真相に迫ることが可能であると説いている。しかしここで言う「客観」は自然科学で言うところの「客観」では無い。自然科学における客観は主観と客観という二元論に立脚した観点であり、自然科学における客観は主観に対立し主観の側から見た客観のことである。西田が指す客観とは、主観が自己を「無私」の状態に置いたところから生じる客観である。この客観は「主観＝客観」としての客観であり純粋客観と言うべきものである。二元論に立脚した客観には主観主義的要素が含まれており、カントの認識論が一種の主観的認識論と呼ばれるのと同じことである。
西田は「知」と「愛」の関係を原因と結果の関係ではないとも論じている。知がすなわち愛であり、愛がすなわち知であるといい、「知」と「愛」を区別することすら誤りであると論じている。
西田は両者の違いを敢えて求めるとするなら「対象が人格的なものであっても、これを非人格的なものとして見る」のが知であり、「対象が非人格的なものであっても、これを人格的なものとして見る」のが愛であると述べている。
宇宙の本体が人格的なものであるとするなら、愛が実在の本体を把握する力であるとするならば、愛は事物について最も深い知識ということになると論じている。このように考察すると「愛」は「知」が到達できる最終地点であり、宗教の本質は神への愛であり「神を知らず神をただ愛す」人が最も神を知る人であると結論付けている。

## 評価と批判
『善の研究』は当初弘道館から出版された。1921年には岩波書店から新版として再出版された。1937年には活字が摩滅したため改刷本が出版されている。1950年に岩波文庫版が出版されて以降も多くの人に読まれている。英語版、フランス語版、ドイツ語版、スペイン語版、イタリア語版、中国語版、韓国語版など多くの原語に翻訳出版されている。
西田は著作の中で「〜〜でなければならない」「〜〜であらねばならない」といった表現を多用している。そのような表現をするには一定の理由があることは認めつつも、これが哲学初学者や一般的な読者にとって耳障りである。という批判もある。
西田哲学に対して正面から批判を加えた哲学者に田辺元と高橋里美がいる。高橋里美の西田幾多郎批判は高橋が日本哲学史に残した最初の事績である。高橋は『意識現象の実践と其意味――西田氏著「善の研究」を読む』というタイトルで発表された論文で、『善の研究』の持つ心理主義的な性格を批判している。高橋は西田哲学が目指していたものが「個物」の強調であることは認めている。
高橋はまず「無」という概念を取り上げる。無は実在しないにも関わらず、我々は無という概念を持つことは可能である。仮に「意味」と「事実」とを区別しないのであれば、無が実在しないのと同様に、意識の中の現象である事実としての無も存在しなくなることになる。これは無の概念を持つことができないことを意味する。逆に「意味」と「事実」とを区別するのであれば、概念の意味となっている無は実在しない。しかし、意識現象の事実として無の概念が実存するため、無という概念を持つことが可能となると高橋は主張している。またこの考えを拡張して、無の概念だけでなく、あらゆる抽象的概念も事実とは異なるもので、事実以外のものを指し示すと主張している。
次に誤謬判断が可能か不可能かという見地から検討する。我々が判断という行為を行う際、判断の真偽はともかくとして、判断の作用は意識現象の事実として実在している。この場合、意味と事実を区別するのであれば、判断の意味が事実に適合しているか否かで判断の真偽を峻別することが可能となる。しかし、意味と事実を峻別しないのであれば、正しい判断も間違った判断も事実として実存する判断でしかなくなる。これにより、判断の真偽を見分ける根拠を失ってしまう。意味は事実の外側にあるものなので、我々が判断をするときは、その判断作用は意識現象でありながら、その事実の外側を指し示すことができると高橋は指摘している。
最後に、自然数の和 ( 例：1＋1＝２)という真理を単に意識の事実とみなした場合を考える。意識の事実が現在の個人的なものでしかないため、自然数の和のような真理も個人的なものでしかなくなってしまう。ゆえに、真理が個人を超越した永遠の真理とされるには、この真理を意識の事実とみなすことは不可能である。真理が永遠の真理であるということと、真理を現在ここに存在する個人が意識することができるという事実が両立するためには、意識と事実を区別し、意味が事実を超越すると考える必要があると高橋は批判している。
同じ京都帝国大学の田辺元は、1930年5月の論文『西田先生の教えを仰ぐ』の中で最初の西田批判を展開している。田辺のこの批判論文は『善の研究』だけにとどまらず、同年1月に西田が発表した『一般者の自覚的体系』をも含んだ批判になっている。田辺は西田が「絶対無の場所」の「自己限定」として、「一般者」の諸段階と一般者における諸存在とを考えることを、一種の「発出論 ( 流出説) 」であると批判している。田辺によれば「自覚」は弁証法的なものである必要があり、一般者と自己は相関的関係において成立するものであるとしている。
しかし西田は「自覚」は「絶対無」であるとともに「見る」ものであり、田辺が主張するような弁証法を超えたところにある宗教的なものであると反論している。西田は高橋や田辺の批判に答える形で、現実世界の矛盾対立を含んだ歴史的社会的世界の解明を進めることになった。
『善の研究』に高校時代魅了された哲学者に三木清がいる。彼は第一高等学校から東京帝国大学へ進むことなく、西田が在籍していた京都帝国大学に入学している。同じような経歴を持った哲学者には戸坂潤もいる。こうして、西田哲学に惹かれた俊英たちによって哲学における京都学派が形成されることになった。

### 引用
1. ↑  【実は最近、この本の初版の出版先である弘道館と西田とのあいだで交わした出版契約書が発見された。それを見ると、最初この本の表題は、「純粋経験と存在」とされていたことが分かる。このタイトルの方が間違いなく本書の内容にふさわしい。この書における西田の根本の主張は、「純粋経験」こそ実在、つまり真にあるものであるというものだからである。】(藤田 2022, p. 18ページ 11行目〜15行目より引用)
2. ↑  【論文『場所』(1926年)が発表されると、当時新カント学派であった左右田喜一郎はこの論文に独特な性質の思索と哲学史上の新しい意義を見出し、「西田哲学」と呼んだ。この呼称が西田の思想の展開とともに学会・思想界に流布し定着した。】（「岩波(哲学思想辞典・西田哲学 1998, p. 1208ページ20行目〜24行目より)"
3. ↑  【いわゆる＜西田哲学＞という呼び名は、さきにものべたように、彼の画期的な著作『働くものから見るものへ』のうちぬふくまれる＜場所＞という論文に対して、それを批評した故・左右田喜一郎によって与えられたものであり、これを機縁として次第にこの名称が学界をはじめ一般読書界まで拡がっていったのである。】（「西田幾多郎の世界」 鈴木亨著 27ページ11行目〜14行目より引用）
4. ↑  【『善の研究』は最初に全体の構想があって、その構想に沿って順に書き下ろされたものではなく、種々の論文を合本してなったものである。また、目次の順序と実際の執筆の順序も一致していない。まず、第二編「実在」と第三篇「善」に当たる部分が執筆され、次いで第一編「純粋経験」に当たる部分が執筆され、そして最後に第四編「宗教」に当たる部分が執筆された。】（「西田幾多郎の思想」90ページ3行目〜7行目より引用）
5. ↑  【ヘラクレイトスによれば、ピュシス（自然）は「隠れることを好む」とされ、常に隠されている存在なのですが、ロゴスの立場というのは、自然は完全に人間の理性の中で暴かれていて、その隠れなさゆえに全てが理解し尽くせると考える立場です。人間の理性にとって矛盾して相反するものは、見ることも理解することもできないものであるから問題にする必要がないとして、ヘラクレイトスなどのピュシス的な立場から、人間の理性に合致するもの、隠れなく「見えているもの」の原型・模範をのみ探求するロゴスの立場へと哲学が転換するのが、ソクラテス、プラトンの時代です。】（池田善昭・福岡伸一著『福岡伸一、西田哲学を読む 生命をめぐる思索の旅、動的平衡と絶対矛盾的自己同一』40頁9行目〜15行目より引用）
6. ↑  【思惟　思考。広義においては人間の知的作用を総括して思惟というが、狭義においては感性や感覚の働き特別して、概念・判断・推理の働きをいう。】（西田幾多郎著 小阪国継全注釈『善の研究』47頁1行目〜2行目より引用）
7. ↑  【表象　意識に現れる対象の像のことをいう。これには種々の種類があって、大きくは知覚による対象の像（知覚表象）、記憶による対象の像（記憶表象）、想像による対象の像（想像表象）に分類される】（西田幾多郎著 小阪国継全注釈『善の研究』38頁7行目〜9行目より引用）
8. ↑  【『純粋経験の世界』（A World of Pure Experience 1904年）ジェームスの根本的経験論の立場の本質を明らかにした重要な論文、従来の経験論においては、経験は個々ばらばらのものと考えられ、これらの経験を結ぶのは思惟の作用であると考えられたが、ジェームスはこの論文において、経験と経験を結びつける関係それ自身も一つの経験であると考え、経験と経験との分離的関係を強調するとともにその接続的関係を強調するとともに、経験の持つ能動的な働きを強調した。】（西田幾多郎著 小阪国継全注釈『善の研究』60頁8行目〜13行目より引用）
9. ↑  【意志　本能や衝動のように自然的要求にもとづく活動ではなく、一定の動機にもとづく目的追求の自覚的行為をいう。】（西田幾多郎著 小阪国継全注釈『善の研究』85頁12行目〜13行目より引用）
10. ↑  【知意融合　知と情意が分かれず、融けて一つになっている状態。】（西田幾多郎著 小阪国継全注釈『善の研究』115頁16行目より引用）
11. ↑  【ヴントにおいては、直接経験に与えられた心的現象は単純な要素（純粋感覚、単純感覚など）に分析され、それらを構成することによって精神現象を説明しようとした。】（平凡社刊 『哲学事典』143頁右段1行目〜4行目より引用） (哲学事典：ヴント 1971, p. 143)
12. ↑  【統一的或者　根源的統一力と同義。個々の実在の背後もしくは根底にある普遍的なもの。ここでは個々の実在を相互に関係させる媒介者として語られているが、これまで何度も述べられてきたように、反対に個々の実在はこの統一的或者の諸相ないし転送とも考えられる。】（西田幾多郎著 小阪国継全注釈『善の研究』173頁10行目〜13行目より引用）
13. ↑  【彼は『善の研究』以来一貫して一般者の立場を堅持している。「場所」ももちろん一般者の立場、述語の立場である。その西田の一般者（場所）の枠組みを形成しているのがヘーゲルの「概念」である。西田の書作品の随所に言及される「具体的一般者」とは、ヘーゲルの「具体的普遍」（das konkrete Allgemeine）の考察の中から生み出されるものである。】（高坂史朗著 『西田哲学における具体的一般者：ヘーゲルの具体的普遍と関連して』46頁11行目〜14行目より引用）
14. ↑  【統覚　ここでは、種々の知覚や観念を結合し統一する意識作用を表す言葉として用いられている。】（西田幾多郎著 小阪国継全注釈『善の研究』243頁14行目〜15行目より引用）
15. ↑  【倫理学 英: ethics：アリストテレスの用語。「エートス（ἦθος, ἔθος）：習慣にかかわるさまざまな物事から。】（山口裕之著 『語源から哲学がわかる事典』281頁18行目〜19行目より引用）
16. ↑  【存在ないし事実に関する判断とその意味や価値に関する判断とは別のものであり、前者から後者を導き出すことは出来ない。つまり、ある人が快楽を求めているという事実から、「快楽は望ましい」とか「快楽を望むべきである」という価値判断は生じない。しかるに、もしこのような事実（存在）判断から価値（当為）判断を導き出した場合、「自然主義的誤謬」を犯したといわれる。】（西田幾多郎著 小阪国継全注釈『善の研究』276頁9行目〜13行目より引用）
17. ↑  【ムーアは、善とは要するに善でありそれ以上の定義はできないという。善は「黄色」という自然的性質の場合と同じく、単純でそれ以上分解不可能な思考の対象であり、他の概念によっては置き換えることが出来ない。黄色という感覚が生じる物理・生理的条件をいくら列挙しても、実際に黄色いものを見たことがなければそれがどんな色であるかわからないように、善もそれを理解する人間によって無媒介に把握される、他に還元できない性質である。善とは何かは、ただ直覚によってのみ扱えうることができる。】（小坂国継他著 『倫理学概説』236頁16行目〜237頁1行目より引用）
18. ↑  【キルヒマン（Jurius H. v. Kirchmann 1802年 - 1884年）ドイツの法学者、哲学者。すべての道徳の基礎は絶大なる力を有するものに対する驚嘆の念であり、この絶大なる力が意志を有する場合は、それは権力となり権威となって、それに対する尊敬の念が生ずるとし、この権威や権力に従うのが道徳的行為であると説いた。】（西田幾多郎著 小阪国継全注釈『善の研究』292頁9行目〜12行目より引用）
19. ↑  【クラーク（Samuel Clarke 1675年 - 1792年）イギリスの哲学者。進学者。同時代のニュートンの思想の影響を受け、その一般化に努めた。神の存在や霊魂の不死や意志の自由などの道徳的問題に関しては合理的・主知主義的立場を取った。時間や空間に関するライプニッツとの論争で知られる。】（西田幾多郎著 小阪国継全注釈『善の研究』300頁7行目〜10行目より引用）
20. ↑  【活動説（ energetism）　意志説と同義。人間精神の本質を知情意の内の意志にもとめ、意志の発展・完成を最高善とする立場。】（西田幾多郎著 小阪国継全注釈『善の研究』326頁4行目〜5行目より引用）
21. ↑  【西田の人格概念の特徴は、それが人間の内なる原理（意識の統一力）であると同時に、宇宙の根源的統一力でもあると考えられている点である。そして、前者が後者に合致するということが善行為の動機すなわち善の形式であると考えられている。すなわち、意識の統一力の発現である内面的要求が同時に宇宙の根源的統一力の発現と見なされる時、そこに人格が実現する。】（西田幾多郎著 小阪国継全注釈『善の研究』347頁6行目〜10行目より引用）

## 書誌情報
- 『善の研究』（新版復刊1993年版）、岩波書店、1948年。ISBN 4-00-009108-5。
- 『西田幾多郎全集 第1巻 善の研究・思索と体験』岩波書店、1947年。復刊1965年ほか
  - 安倍能成、天野貞祐 ほか編集委員（編）、1987年11月『西田幾多郎全集 第1巻』岩波書店。ISBN 4-00-090301-2。
- 竹田篤司、小坂国継 ほか編集委員（編）、2003年3月『西田幾多郎全集 新版 第一巻 善の研究・思索と体験』岩波書店。ISBN 4-00-092521-0。
- 『善の研究』〈岩波文庫〉、岩波書店、1950年。
  - 『善の研究』〈岩波文庫〉、下村寅太郎解説、岩波書店、1979年10月。{{cite book ja}}:  CS1メンテナンス: others (カテゴリ)
  - 『善の研究』〈ワイド版岩波文庫〉、下村寅太郎解説、岩波書店、1991年1月。ISBN 4-00-007003-7。{{cite book ja}}:  CS1メンテナンス: others (カテゴリ)
  - 『善の研究』〈岩波文庫〉、藤田正勝注・解説、岩波書店、2012年3月。ISBN 4-00-331241-4。{{cite book ja}}:  CS1メンテナンス: others (カテゴリ)
  - 『善の研究』〈ワイド版岩波文庫〉、藤田正勝注・解説、岩波書店、2012年10月。ISBN 4-00-007355-9。{{cite book ja}}:  CS1メンテナンス: others (カテゴリ)
- 『西田幾多郎集』〈近代日本思想大系 11〉、竹内良知編集・解説、筑摩書房、1974年。{{cite book ja}}:  CS1メンテナンス: others (カテゴリ)
- 『西田幾多郎による西田哲学入門』〈西田哲学選集 第1巻〉、大橋良介編、燈影舎、1998年3月。ISBN 4-924520-62-4。{{cite book ja}}:  CS1メンテナンス: others (カテゴリ)
- 『種々の哲学に対する私の立場　西田幾多郎論文選』書肆心水、2008年1月。ISBN 978-4-902854-39-8。